# Saint-Aignan (Morbihan)
Pour les articles homonymes, voir Saint-Aignan.
Saint-Aignan [sɛ̃tɛɲɑ̃] est une commune française, située dans le département du Morbihan en région Bretagne.

## Géographie

### Localisation
Saint-Aignan se situe à la limite des départements du Morbihan et des Côtes-d'Armor.
La commune est entourée par (dans le sens des aiguilles d’une montre) : Saint-Gelven, Caurel, Mûr-de-Bretagne, Neulliac, Cléguérec et Sainte-Brigitte. Les trois premières sont en Côtes-d'Armor et les trois suivantes en Morbihan.
| Saint-Gelven (Côtes-d'Armor) | Caurel (Côtes-d'Armor) |                                 |
| Sainte-Brigitte              | Saint-Aignan           | Mûr-de-Bretagne (Côtes-d'Armor) |
|                              | Cléguérec              | Neulliac                        |

La forêt de Quénécan recouvre une bonne partie du territoire communal.

### Relief
Le point le plus haut est la butte de Malvran située au nord-ouest de la commune et culminant à 256 mètres. Le point le plus bas se trouve à environ 70 mètres au niveau de l’écluse de Boloré.
| - Carte topographique de la commune de Saint-Aignan. |

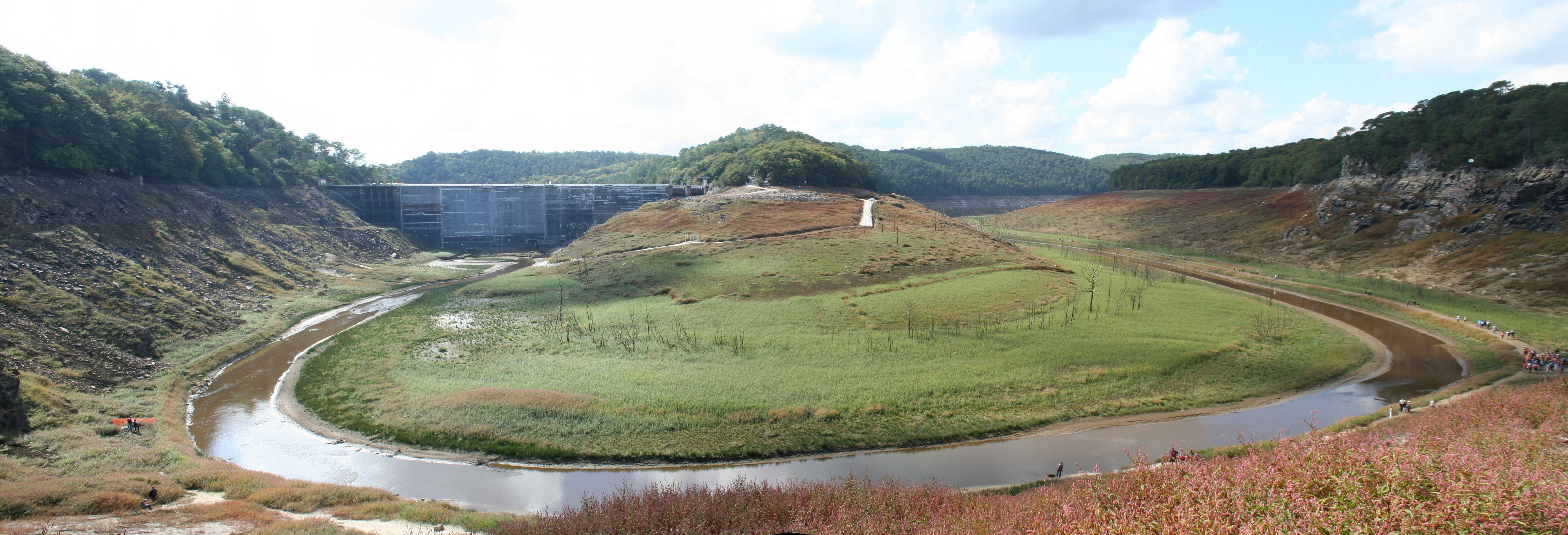
La Pointe de Castel Finans lors de l'assec de 2015.

### Géologie

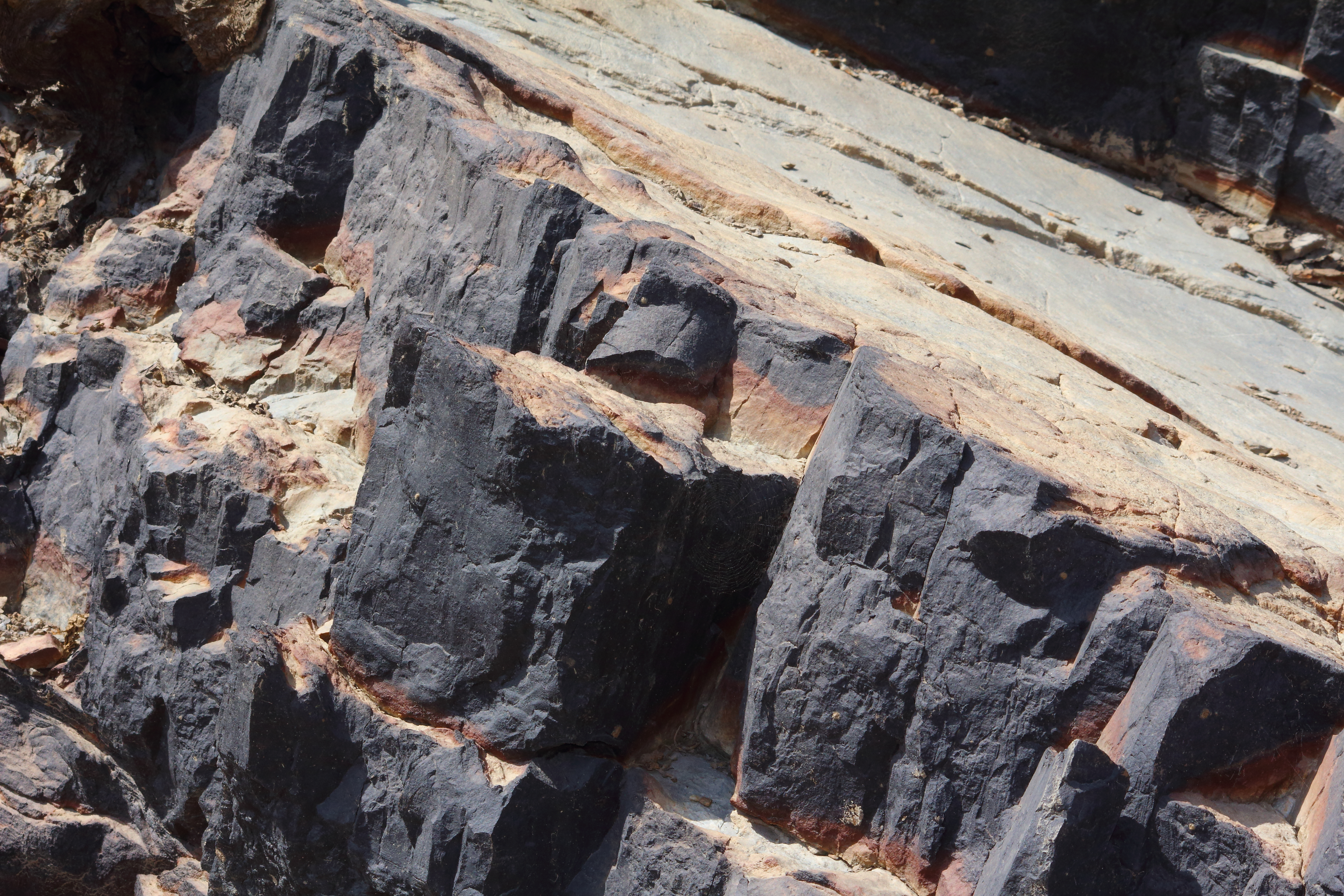
Phénomène d'oxydation du grès (partie noire) émergé et mis à nu par l'assec du lac de Guerlédan en juin 2015 (Anse de Sordan, commune de Saint-Aignan).

### Voies de communication et transports
Saint-Aignan se trouve au sud de la route nationale 164. Le bourg est traversé par les routes départementales 18, 31 et 35.

### Hydrographie
Pour un article plus général, voir Réseau hydrographique du Morbihan.
La commune est située dans le bassin Loire-Bretagne. Elle est drainée par le Blavet, le canal de Nantes à Brest, le Corboulo, le ruisseau du Guer et divers autres petits cours d'eau,.
La commune se trouve le long du Blavet en aval du barrage de Guerlédan et de son lac.
Le lac constitue la limite nord de la commune. Le lac se trouve sur le cours du Blavet qui forme la limite est de la commune. Il est doublé par le canal de Nantes à Brest sur la commune de Mûr-de-Bretagne. Le ruisseau du Corboulo se jette dans le Blavet au lieu-dit du Corboulo.
L’écluse de Boloré et sa centrale électrique marque la sortie du Blavet vers Cléguérec.

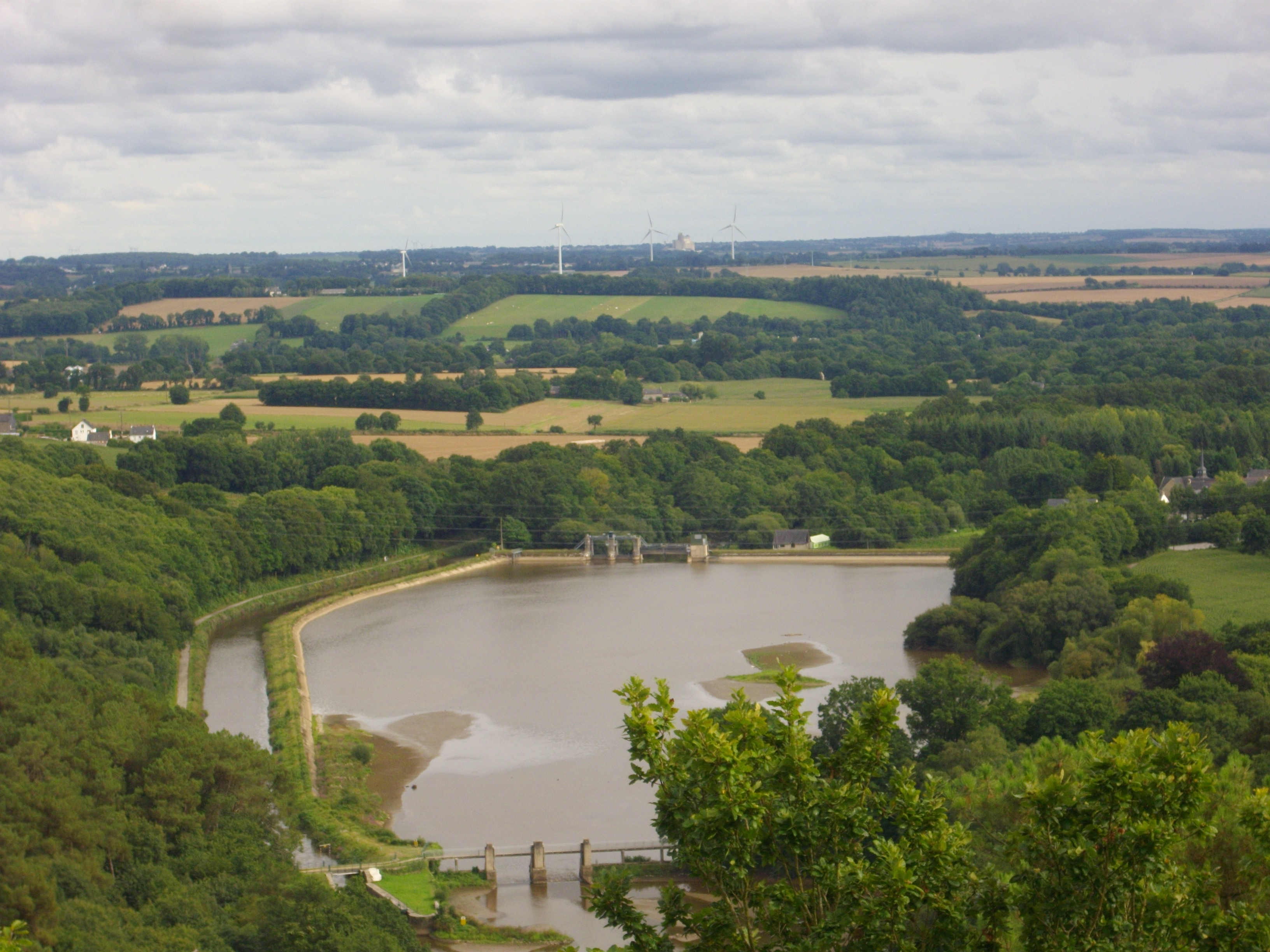
L'usine hydroélectrique du barrage de Guerlédan, vue des hauteurs de Sainte-Tréphine en Saint-Aignan.
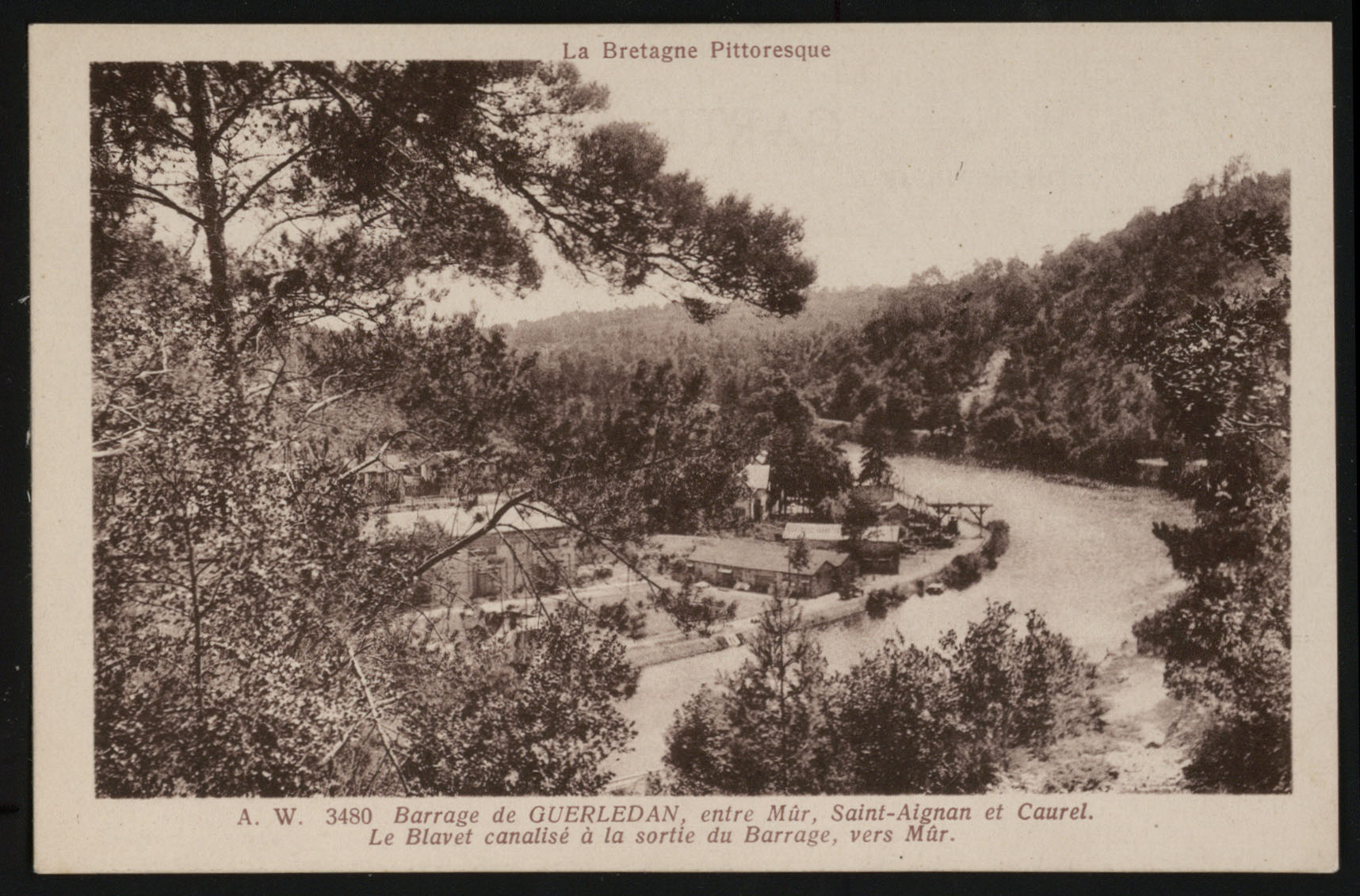
Barrage de Guerlédan, entre Mûr, Saint-Aignan et Caurel. Le Blavet canalisé à la sortie du barrage (carte postale, vers 1930).
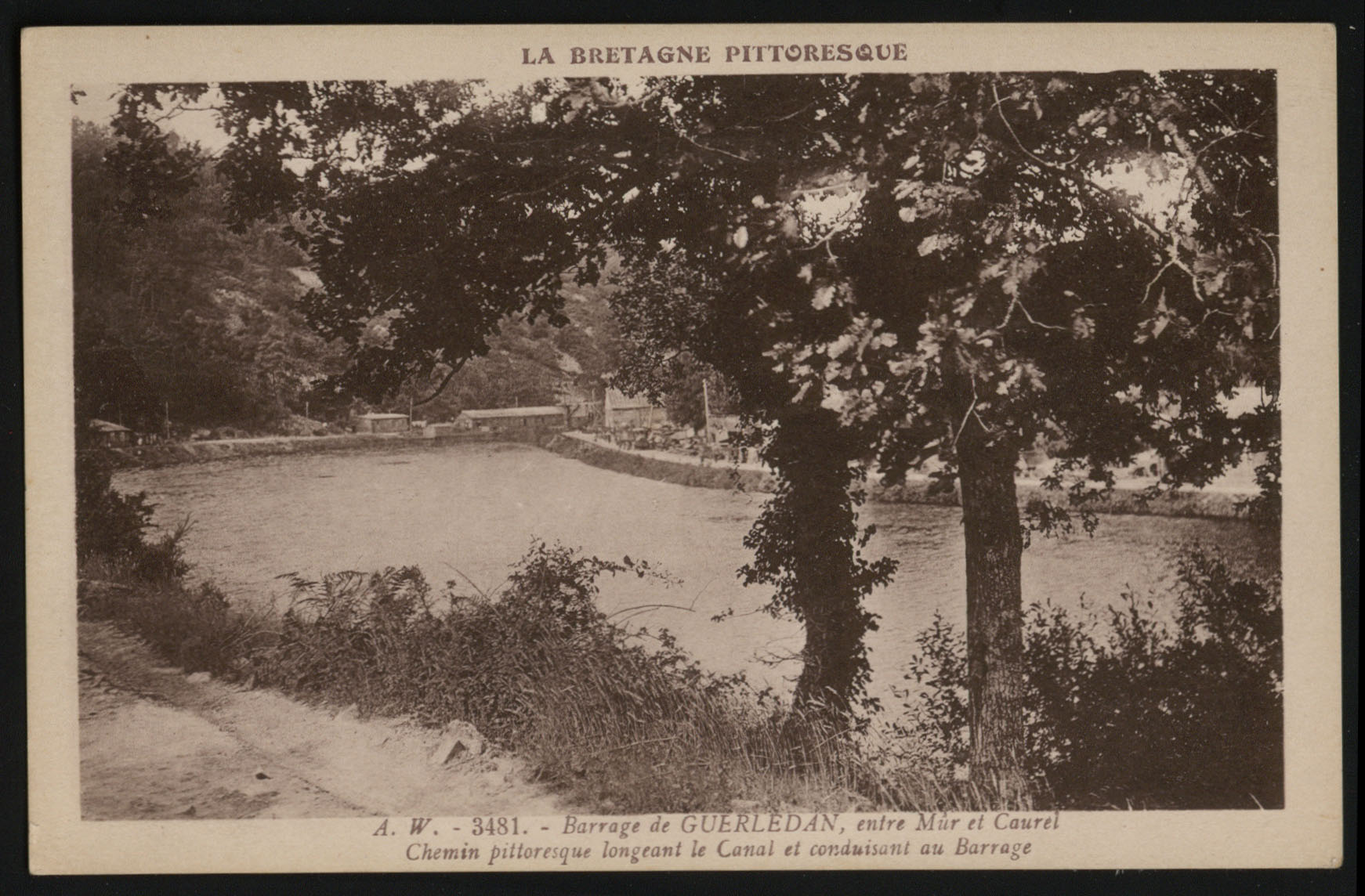
Barrage de Guerlédan, entre Mûr et Caurel. Chemin pittoresque longeant le canal et conduisant au barrage (carte postale, vers 1930).
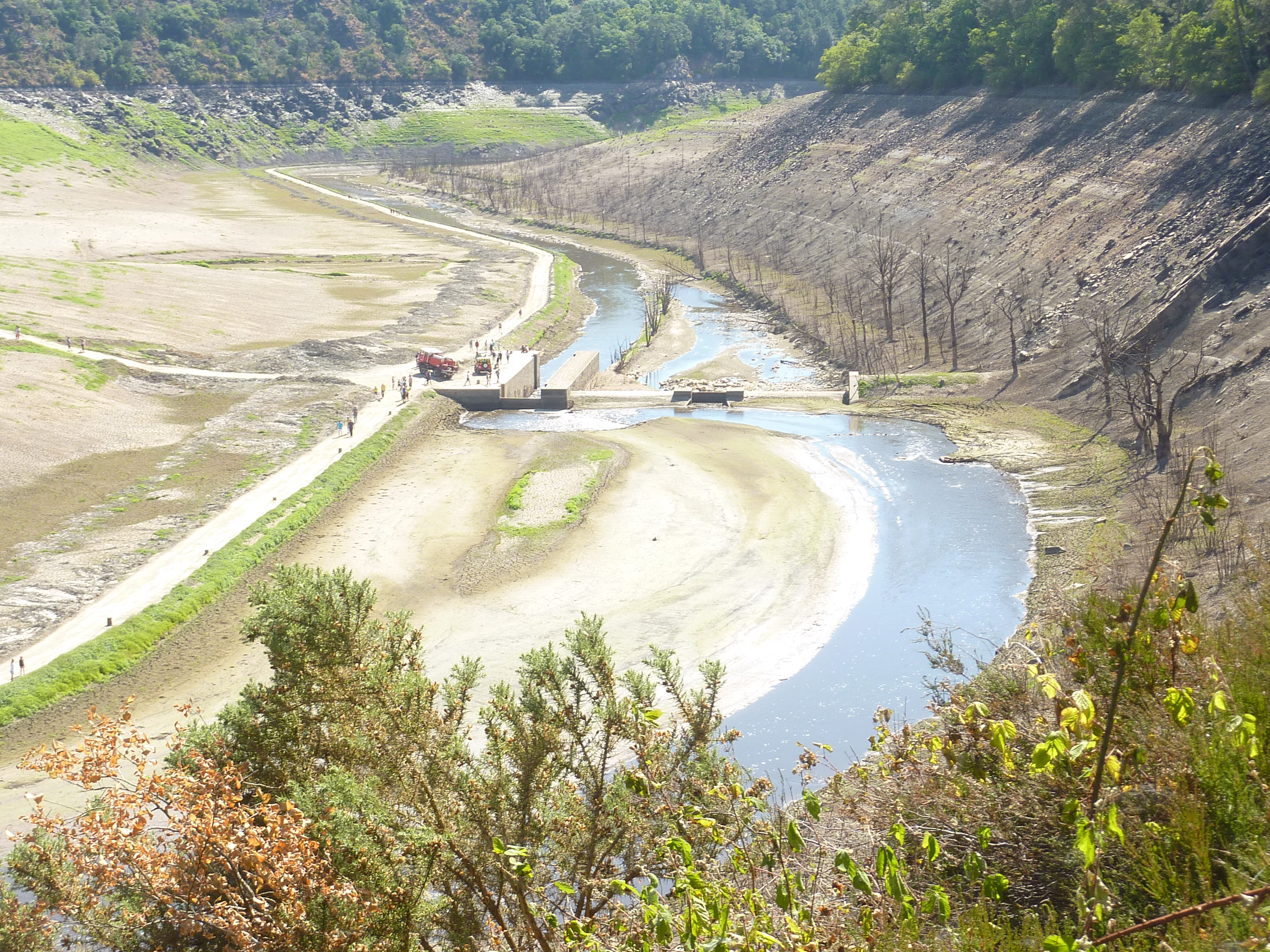
L'assec du lac de Guerlédan en 2015 : ancienne écluse sur le Blavet.

Le Blavet, d'une longueur de 149 km, prend sa source dans la commune de Bourbriac et se jette  dans le canal de Nantes à Brest en limite de Plélauff et de Gouarec, après avoir traversé 31 communes. Les caractéristiques hydrologiques du Blavet sont données par la station hydrologique située sur la commune. Le débit moyen journalier maximum est de 86,5 m3/s, atteint lors de la crue du 15 février 2014. Le débit instantané maximal est quant à lui de 90,8 m3/s, atteint le 6 janvier 2014.
Le canal de Nantes à Brest est un canal, chenal et un estuaire et un cours d'eau naturel navigable sur une grande partie de son cours, d'une longueur de 364 km, prend sa source dans la commune de Nort-sur-Erdre et se jette  dans la Loire à Nantes.

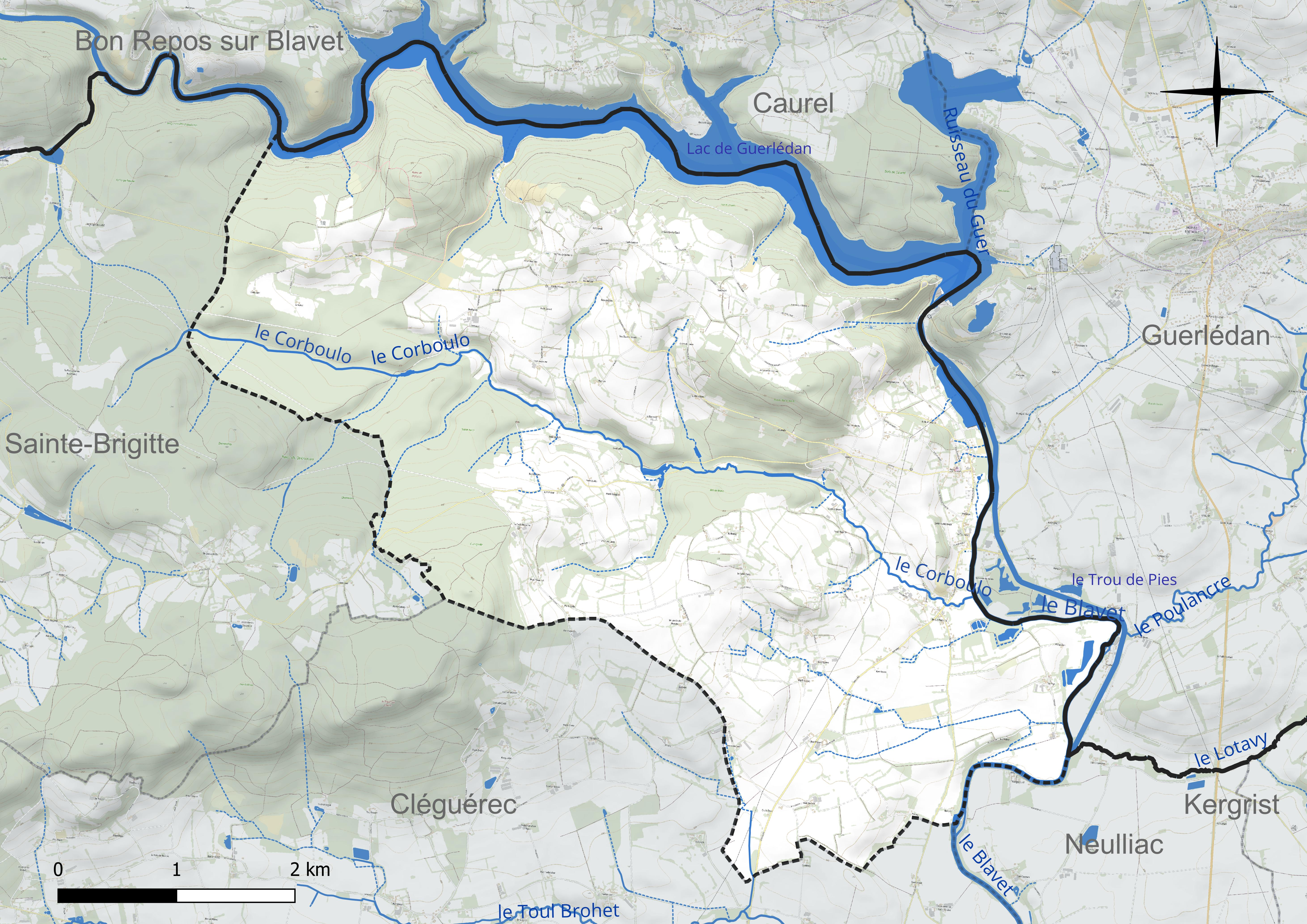
Réseau hydrographique de Saint-Aignan.

Un plan d'eau complète le réseau hydrographique : le lac de Guerlédan, d'une superficie totale de 295,4 ha (96,18 ha sur la commune),.

### Climat
Pour des articles plus généraux, voir Climat de la Bretagne et Climat du Morbihan.
En 2010, le climat de la commune est de type climat océanique franc, selon une étude du CNRS s'appuyant sur une série de données couvrant la période 1971-2000. En 2020, Météo-France publie une typologie des climats de la France métropolitaine dans laquelle la commune est exposée à un climat océanique et est dans la région climatique  Finistère nord, caractérisée par une pluviométrie élevée, des températures douces en hiver (6 °C), fraîches en été et des vents forts. Parallèlement l'observatoire de l'environnement en Bretagne publie en 2020 un zonage climatique de la région Bretagne, s'appuyant sur des données de Météo-France de 2009. La commune est, selon ce zonage, dans la zone « Intérieur », exposée à un climat médian, à dominante océanique.
Pour la période 1971-2000, la température annuelle moyenne est de 11,1 °C, avec une amplitude thermique annuelle de 12 °C. Le cumul annuel moyen de précipitations est de 947 mm, avec 14,9 jours de précipitations en janvier et 6,2 jours en juillet. Pour la période 1991-2020, la température moyenne annuelle observée sur la station météorologique la plus proche, située sur la commune de Moréac à 32 km à vol d'oiseau, est de 12,0 °C et le cumul annuel moyen de précipitations est de 1 043,7 mm,. Pour l'avenir, les paramètres climatiques de la commune estimés pour 2050 selon différents scénarios d’émission de gaz à effet de serre sont consultables sur un site dédié publié par Météo-France en novembre 2022.

## Urbanisme

### Typologie
Au 1er janvier 2024, Saint-Aignan est catégorisée commune rurale à habitat dispersé, selon la nouvelle grille communale de densité à sept niveaux définie par l'Insee en 2022.
Elle est située hors unité urbaine et hors attraction des villes,.

### Occupation des sols

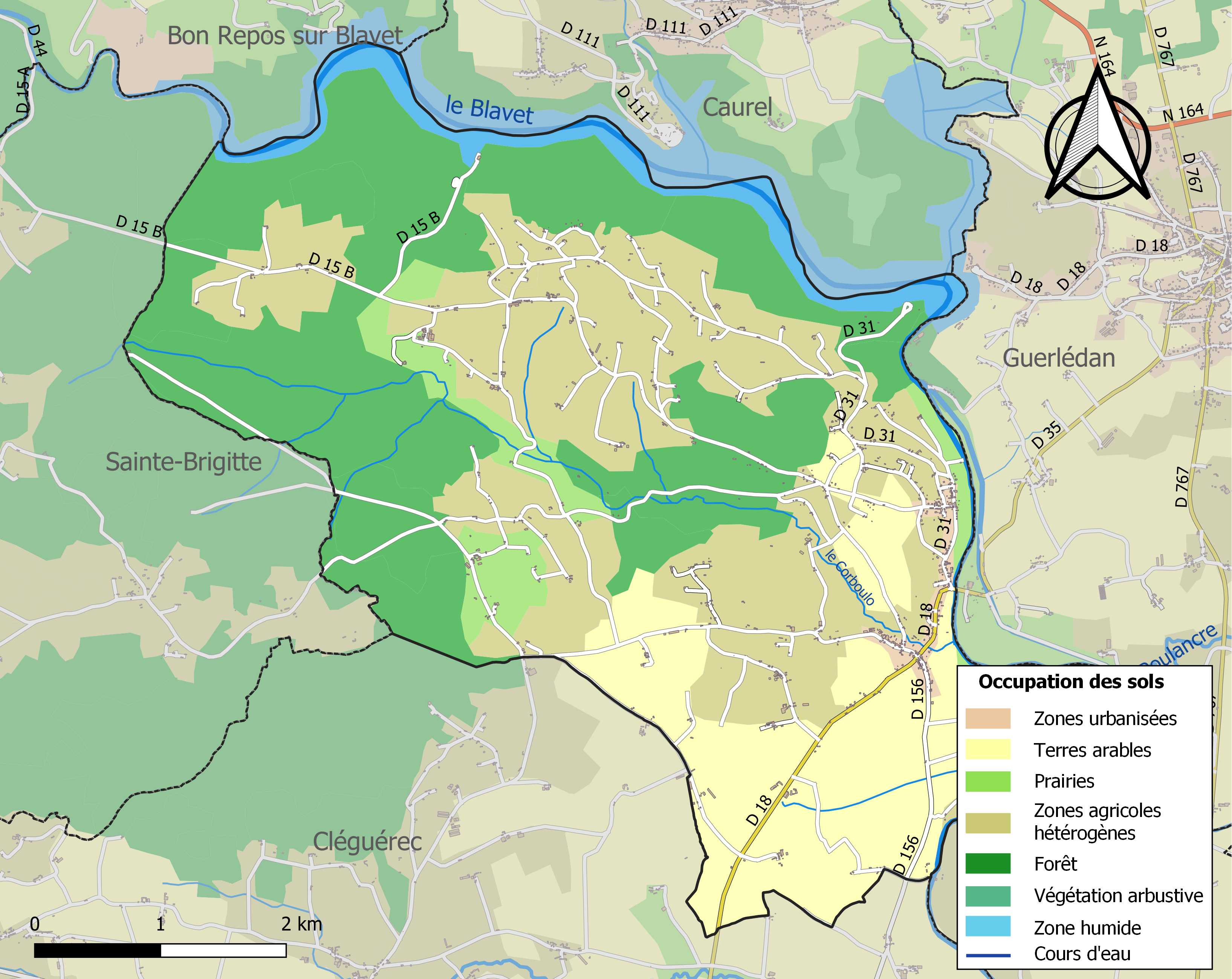
Carte de l'occupation des sols de la commune de Saint-Aignan.

Le tableau ci-dessous présente l' occupation des sols de la commune en 2018, telle qu'elle ressort de la base de données européenne d’occupation biophysique des sols Corine Land Cover (CLC).
| Type d’occupation                                                                   | Pourcentage | Superficie (en hectares) |
| ----------------------------------------------------------------------------------- | ----------- | ------------------------ |
| Tissu urbain discontinu                                                             | 1,1 %       | 30                       |
| Terres arables hors irrigation                                                      | 19,7 %      | 543                      |
| Prairies et autres surfaces toujours en herbe                                       | 6,9 %       | 189                      |
| Systèmes culturaux et parcellaires complexes                                        | 32,5 %      | 896                      |
| Surfaces essentiellement agricoles interrompues par des espaces naturels importants | 1,1 %       | 30                       |
| Forêts de feuillus                                                                  | 18,3 %      | 504                      |
| Forêts de conifères                                                                 | 6,0 %       | 166                      |
| Forêts mélangées                                                                    | 11,0 %      | 302                      |
| Forêt et végétation arbustive en mutation                                           | 3,5 %       | 96                       |
| Source : Corine Land Cover                                                          |             |                          |

## Toponymie
Sant-Inan en breton,
est attesté sous les formes Ecclesia Santi Inanni en 1184, 1194 et 1221, Sant Iuan en 1630, Sant Inan en 1654.
Le saint inconnu (Iunan) à l'origine du nom de la paroisse a été francisé par l'église catholique et remplacé par un saint connu du catalogue romain : saint Aignan.
En gallo, le nom est attesté sous la forme Saint-Égnan prononcé [sɛ̃teɲɑ̃].

## Histoire

### Préhistoire
Un camp protohistorique de type éperon barré a existé dans la rive convexe très pentue du méandre du Blavet à Castel-Finans.

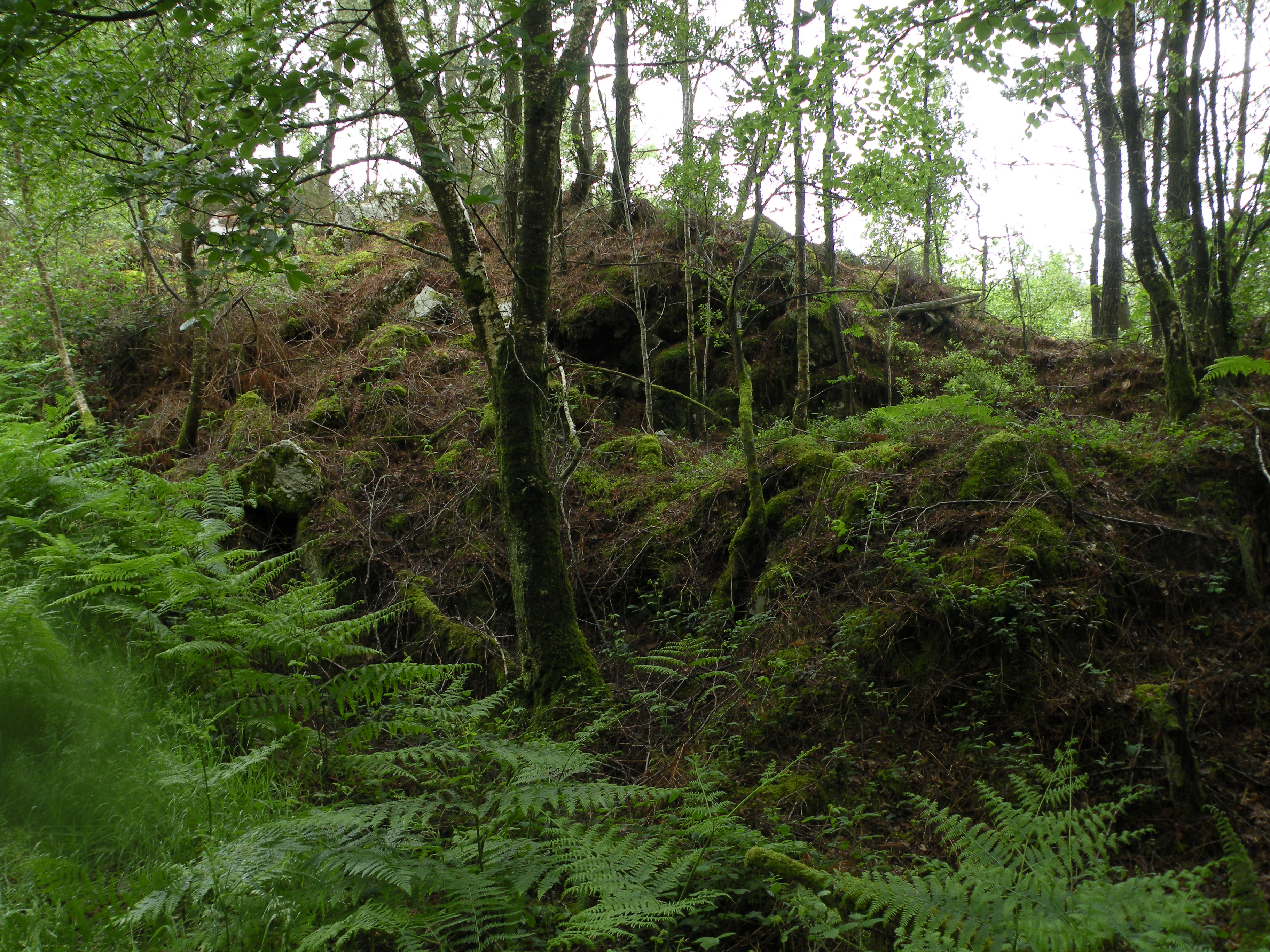
Le camp protohistorique du Castel-Finans : vue générale.
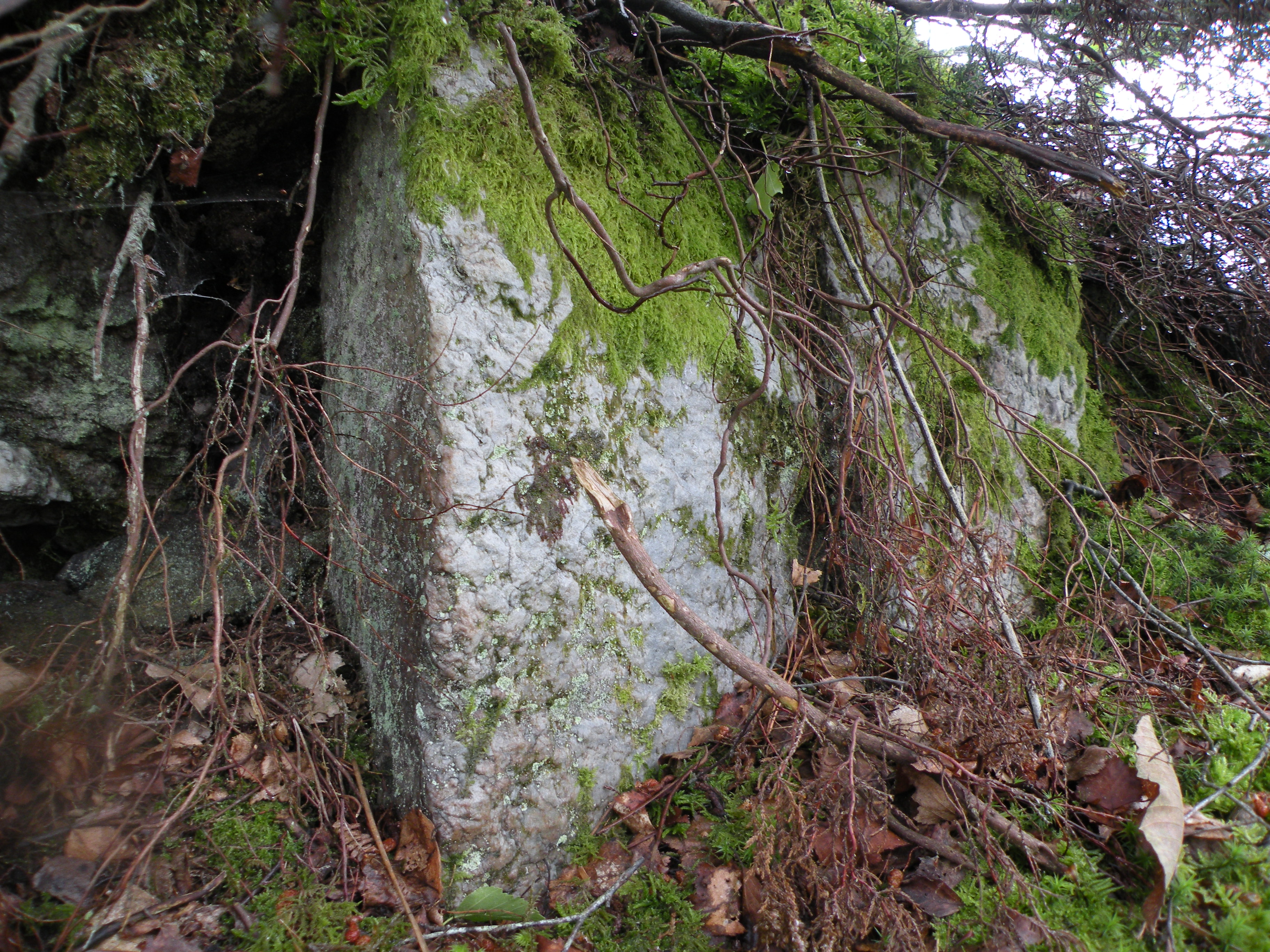
Le camp protohistorique du Castel-Finans : détail.
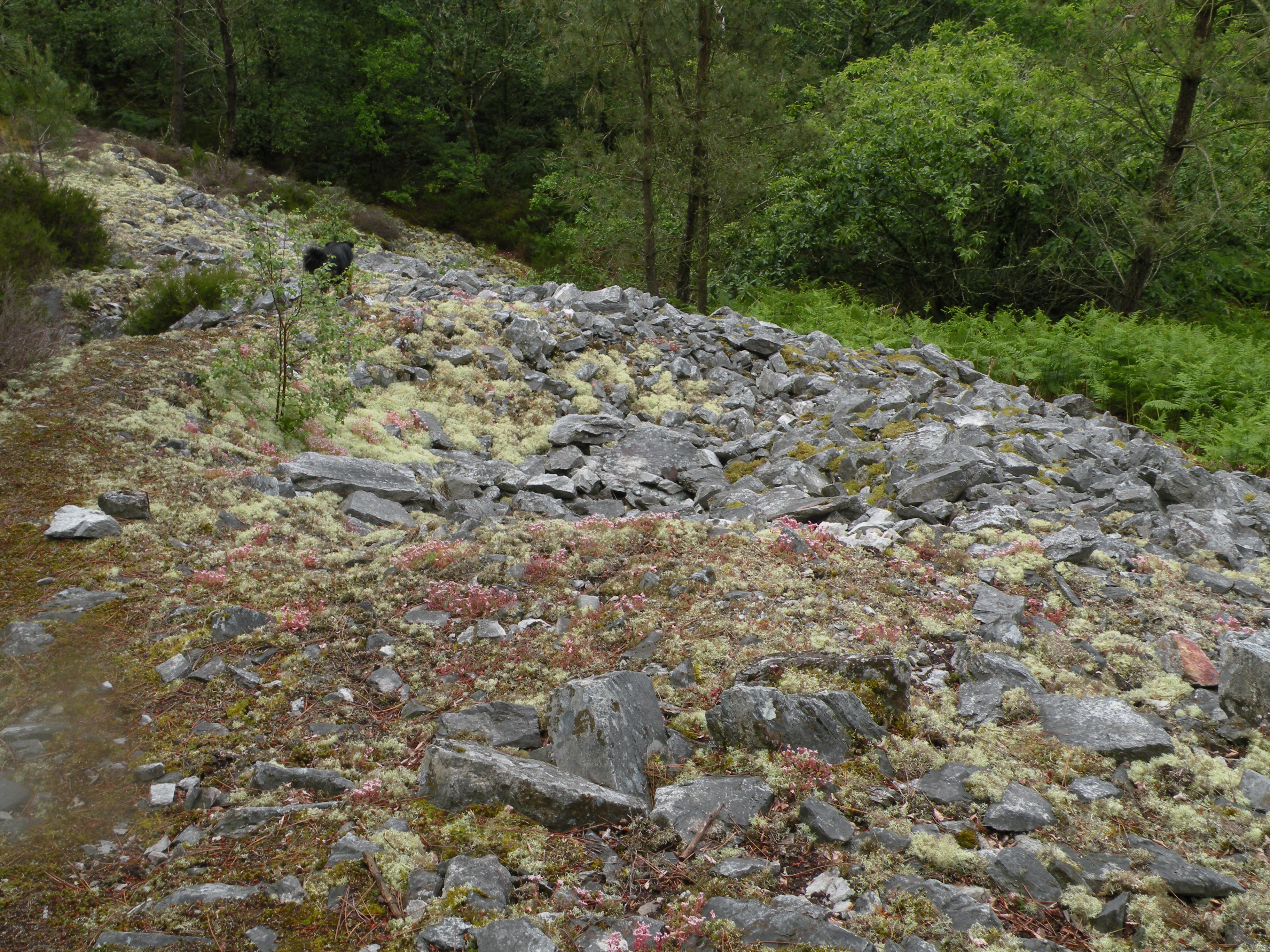
Le camp protohistorique du Castel-Finans : détail.

Selon François-Marie Cayot Délandre, qui écrit en 1847, « la tradition disait que Finans, haut et puissant seigneur du pays, avait son château sur cette montagne et que, par l'intermédiaire de saint Gildas, il obtint en mariage une jeune princesse d'une grande beauté, nommée Trifine (sainte Triphine). Peu après l'avoir épousée, il forma le projet de l'assassiner. Trifine, soupçonnant son dessein, prit la fuite sur un cheval auquel elle avait fait placer des fers à rebours pour mieux tromper les recherches. Finans parvint pourtant à l'atteindre et la tua. Le père de Trifine, désespéré de cette mort, se rendit auprès de saint Gildas pour lui adresser des reproches. Le saint ressucita Trifine et, pour punir son abominable mari, il se rendit sur une montagne située de l'autre côté du Blavet, et là, saisissant une poignée de terre, il la lança de toutes sa force sur le château, qui s'écroula aussitôt et écrasa Finans et tout son monde ».
Cette légende ne fait que reprendre celle de Conomor et la légende de Sainte-Tréphine, à qui est substitué ici Finans, en transposant l'histoire à cet endroit. En fait rien n'indique qu'il y ait eu à cet endroit un château, par contre un éperon barré y est probable. Il s'y trouvait un retranchement dont les parapets, construits en pierres brutes, sont de nos jours écroulés, formant encore une imposante ceinture de pierre.

### Moyen Âge
La motte castrale du Corboulo, qui surplombe la vallée du Blavet, aurait été occupé, selon une datation au carbone 14, entre 900 et 1050. Le site aurait été réoccupé ensuite et fortifié, probablement à la demande du vicomte Alain II de Rohan vers 1150 durant la crise de succession à la couronne ducale ouverte par la mort de Conan III en 1148, face à Henry Plantagenêt.
Les premières mentions de la paroisse sont liées à l’abbaye Notre-Dame de Bon-Repos.
Selon un aveu de 1471 la châtellenie de Gouarec, un des trois membres de la vicomté de Rohan, « s'étendait sur treize paroisses ou trèves : Plouray, Mellionec, Plouguernével, Saint-Gilles, Gouarec, Plélauf, Lescouët, Penret ou Perret, Sainte-Brigitte, Silfiac, Cléguérec (partie nord), Saint-Aignan, Saint-Caradec, Trégomel. La résidence seigneuriale, dans cette châtellenie, était le château de Penret, aussi appelé le château des Salles, en Sainte-Brigitte ».

### Temps modernes

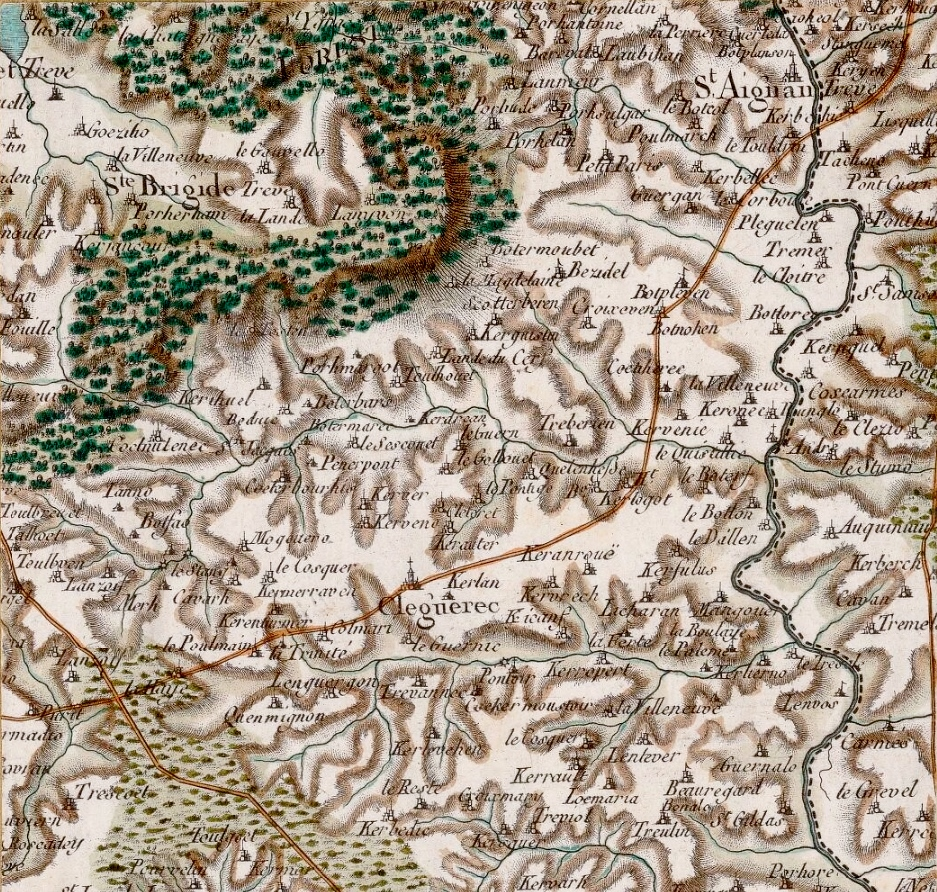
Carte de Cassini de la paroisse de Cléguérec et de ses trèves de Sainte-Brigitte (Sainte-Brigide) et Saint-Aignan (1787).

### XIXesiècle
A. Marteville et P. Varin, continuateurs d'Ogée, décrivent ainsi Saint-Aignan en 1845 :

« Saint-Aignan : commune formée de l'ancienne trève de Cléguérec ; aujoud'hui succursale. (...) Principaux villages : Sordan, Porh-Houlan, Lande du Cerf, Bot-Plancou, le Baraval, Lamneur, Port-Sougard, Prat-Pouchot, le Petit-Paris, Guergane, le Courboulo, Pleguelen, Tremer, Botuhoen, Porh-Lucas, Porh-Antoine, Portsmoguen, le Touldren, le Cloître. Chapelles Saint-Marc, Saint-Ignace. Superficie totale : 2 732 hectares dont (...) terres labourables 859 ha, prés et pâturages 250 ha, bois 901 ha, vergers et jardins 23 ha, landes et incultes 626 ha (...). Le Blavet [partie navigable] atteint dans les confins de Saint-Aignan l'un de ses points culminants : aussi, sur un très court espace, compte-t-on les écluses n° 12, 13, 14, 15, 16, 17, 18, 19, 20, 21, 22, 23, 24 et 25. Le territoire de cette commune est très accidenté, surtout à l'ouest, partie boisée et occupée par une partie de la forêt de Quénécan et, au centre, partie couverte de landes. Le grain réussit mal sur ces terres, mais le pommier et le poirier y donnent dans certaines années des récoltes abondantes. Le phyllade tégulaire est exploité dans cette commune ; malheureusement les ardoises qu'il fournit sont mal préparées. Parfois on extrait des carrières des blocs assez grands pour être employés à faire des cloisons ou des murs, en les plaçant verticalement. (...) Sur la lande de Corboulo est un petit monticule formé de main d'homme et dit Motten-Morvan ["Motte-aux-Morvan"], du nom d'une famille à qui elle appartient depuis longtemps. On dit dans le pays que les moines rouges (mené-ru ou Templiers) ont eu jadis un castel en ce lieu. Géologie : schiste argileux. On parle le breton. »

### XXesiècle

#### Belle Époque

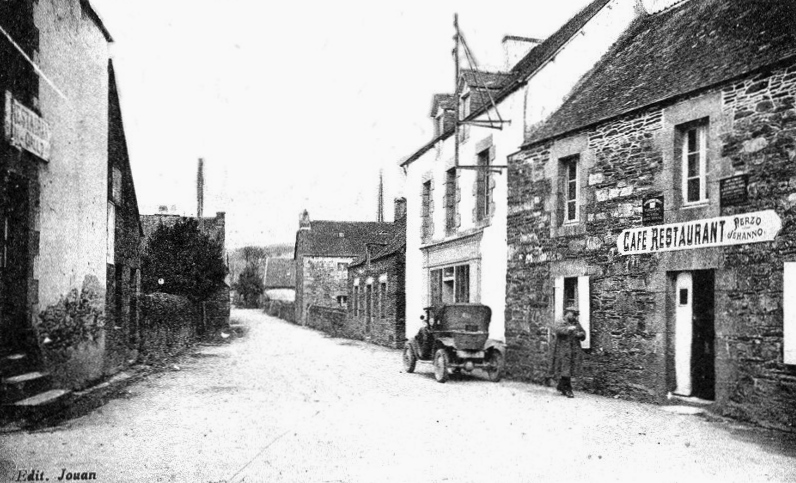
La rue centrale de Saint-Aignan vers 1910 (carte postale).

Le bourg de Saint-Aignan est décrit en 1913 comme étant « perdu sur la lisière de la forêt où il forme une sorte de cul-de-sac. Mais son église, d'aspect chétif, minable même, mérite une mention. La nef a été entièrement restaurée ; on a conservé le portail méridional avec ses contreforts : il porte la date de 1558. On y remarque un écusson soutenu par un ange et portant des armoiries. Une vieille pierre a été encastrée dans le soubassement du clocher : des macles et divers signes héraldiques y ont été dessinés. Mais ce qui doit retenir le plus notre attention, ce sont les retables que nous offrant les deux transepts. Celui de gauche représente un Arbre de Jessé (....). Celui de droite, en bois également, figure la Trinité, avec les quatre Évangélistes en médaillon (...) ».

#### Première Guerre mondiale
Le monument aux morts de Saint-Aignan porte les noms de 72 soldats morts pour la France pendant la Première Guerre mondiale ; parmi eux 4 sont morts sur le front belge, dont 3 (Mathurin Guillou, Joseph Jégo et Joseph Le Ralle) dès le 22 août 1914 à Maissin et Pierre Ruban à Langemarck le 6 novembre 1914 ; 2 (Mathurin Corniquel et Jean Jouan) sont morts dans l'actuelle Macédoine du Nord et Mathurin Le Fresne en Grèce, tous les trois en 1916 dans le cadre de l'expédition de Salonique ; Jean Le Ralle est mort en captivité en Allemagne ; les autres sont morts sur le sol français, dont Pierre Le Gallo, décoré de la Légion d'honneur et Joseph Bernard, décoré de la Médaille militaire et de la Croix de guerre.

#### Entre-deux-guerres
La construction du barrage de Guerlédan entre 1925 et 1929 modifie les paysages et les activités de Saint-Aignan.

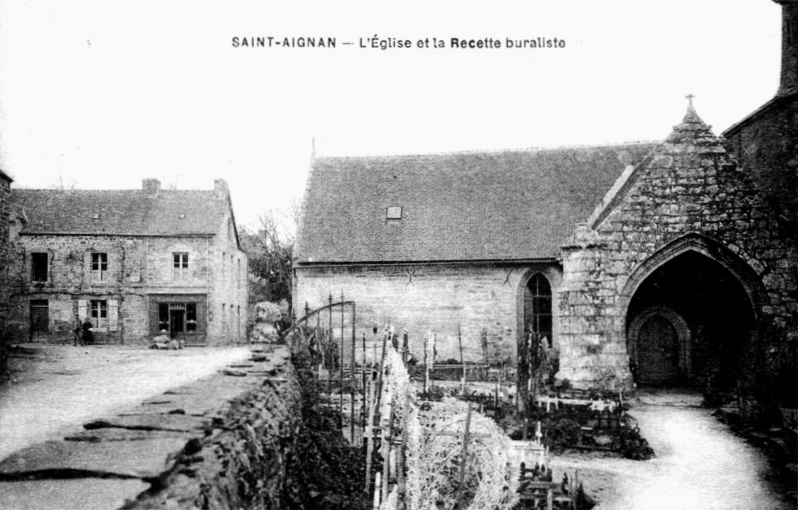
L'église paroissiale et la recette buraliste vers 1920 (carte postale).
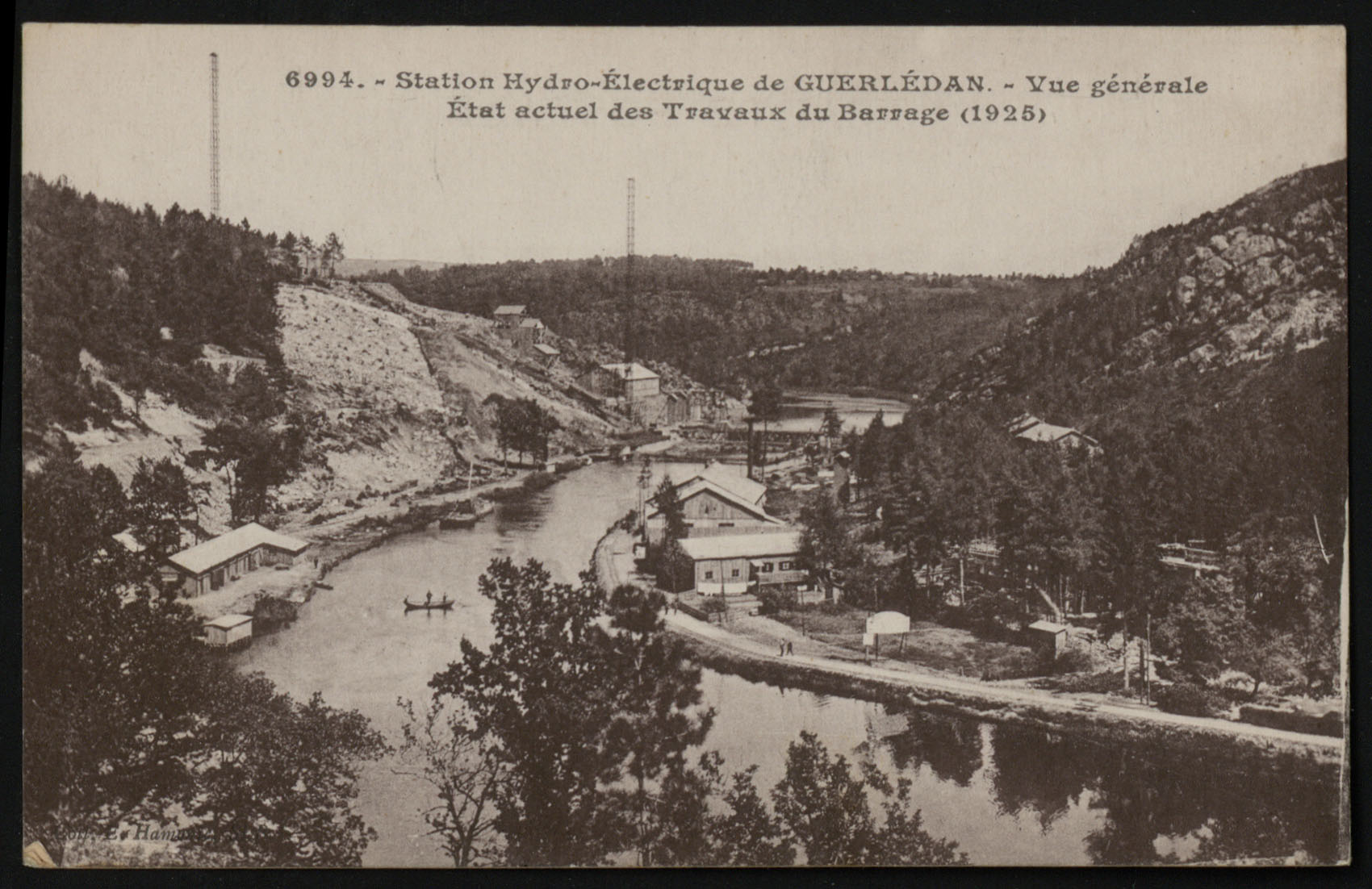
Station Hydro-Électrique de Guerlédan. -Vue générale. - État actuel des Travaux de Barrage (1925).
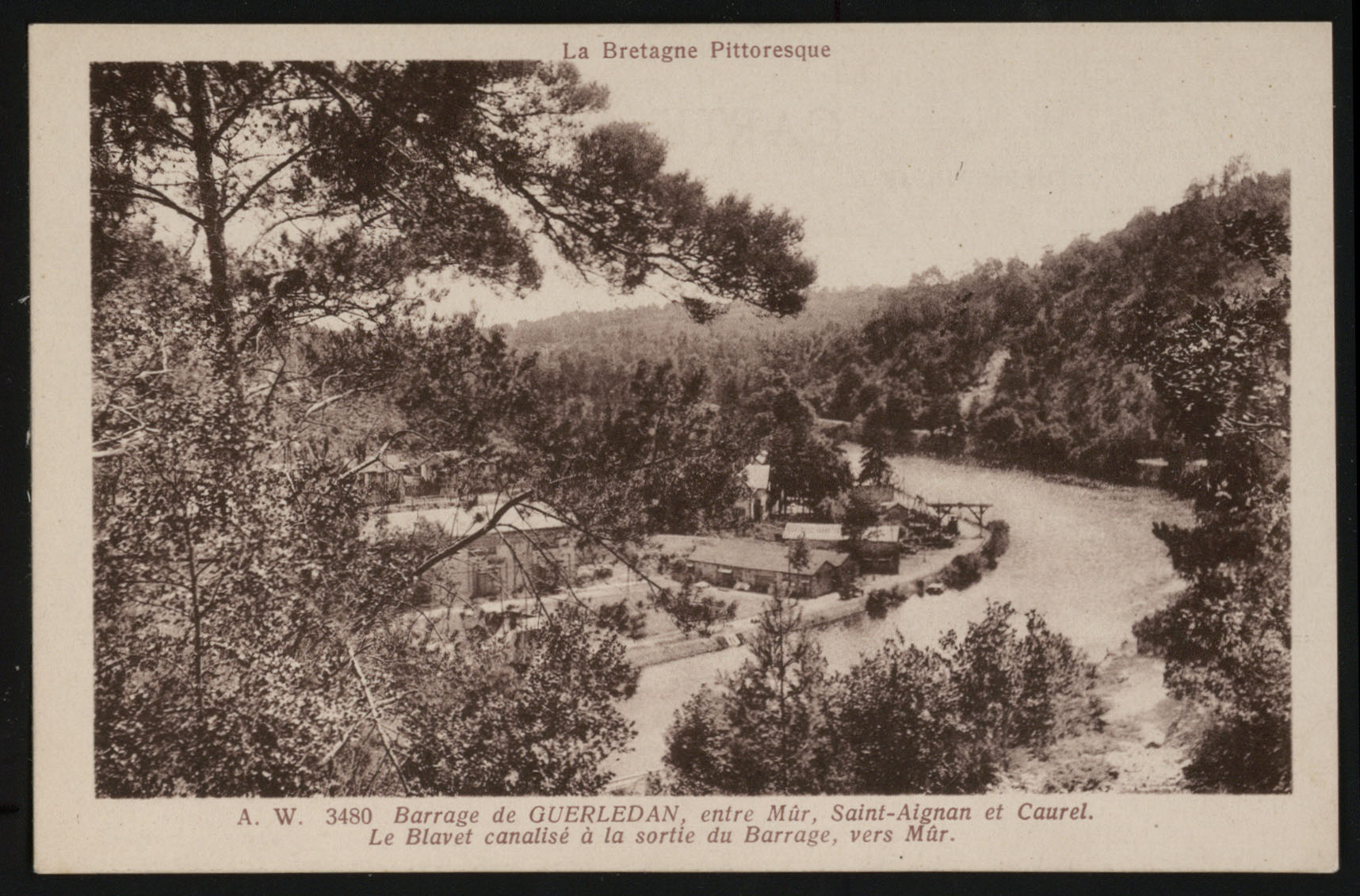
Barrage de Guerlédan, entre Mûr, Saint-Aignan et Caurel. Le Blavet canalisé à la sortie du barrage (carte postale, vers 1930).
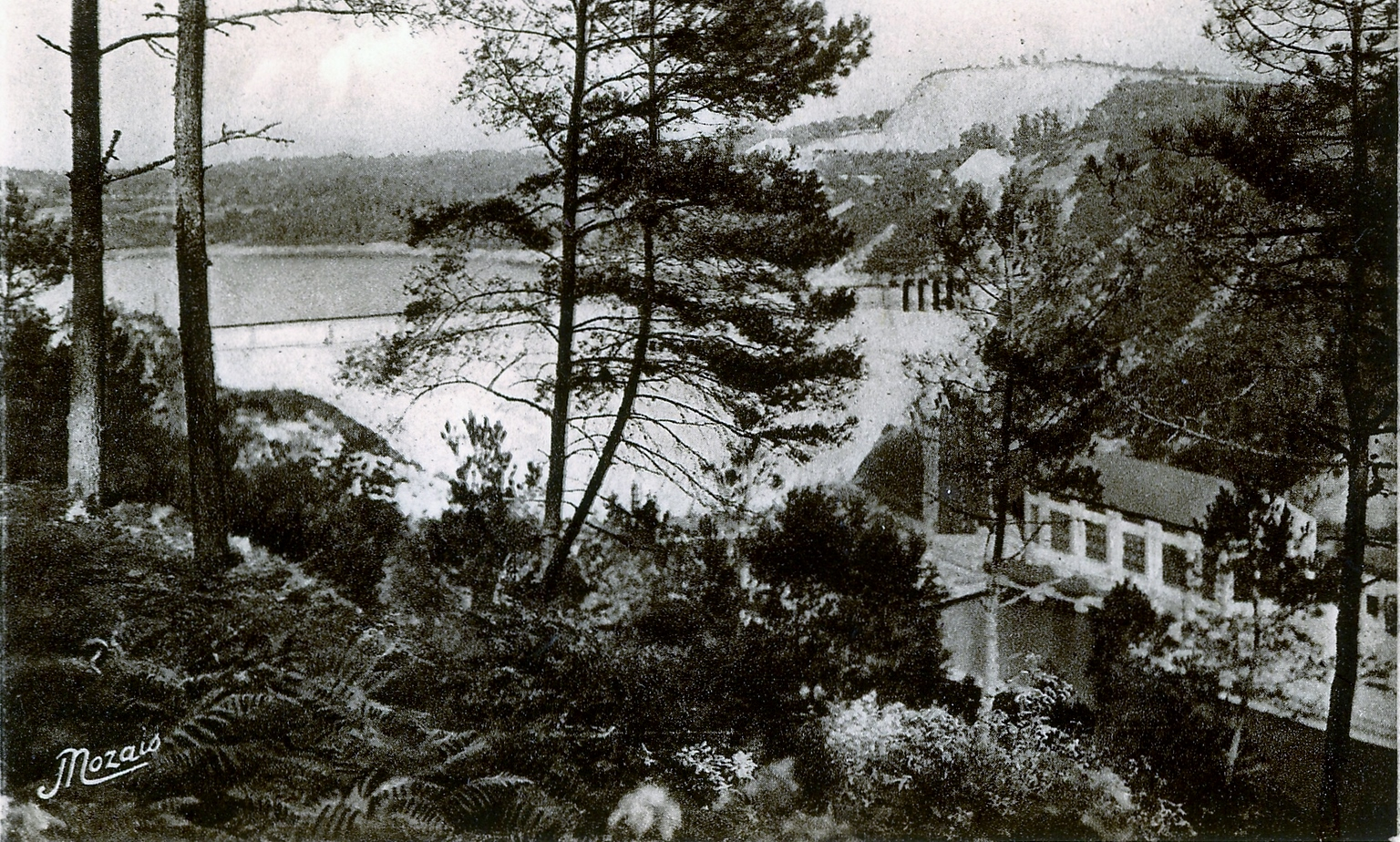
Le barrage de Guerlédan et l'usine hydroélectrique vus depuis la pointe de Sainte-Tréphine.
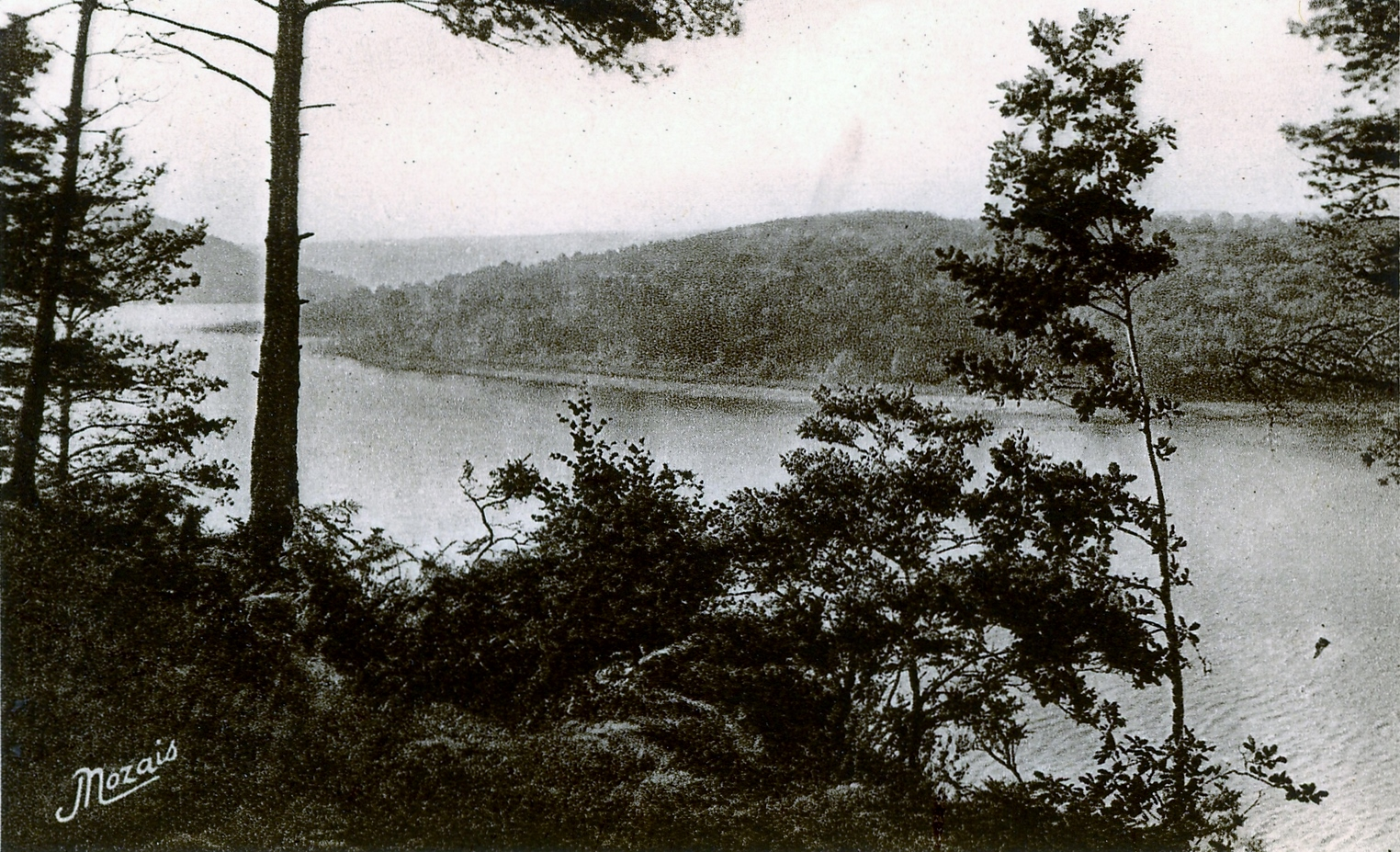
Le lac de Guerlédan vu depuis Saint-Aignan vers 1935.

#### Seconde Guerre mondiale
Le monument aux morts de Saint-Aignan porte les noms de 6 personnes mortes pour la France pendant la Seconde Guerre mondiale ; parmi elles deux (Albert Le Mouellic et Jean Le Ralle) sont des soldats morts au printemps 1940 lors de la bataille de France ; Julien Servel, quartier-maître à bord du contre-torpilleur Le Malin, est mort des suites de ses blessures lors de la bataille navale américaine de Casablanca (Maroc) en novembre 1942 dans le cadre de l'opération Torch.

## Politique et administration

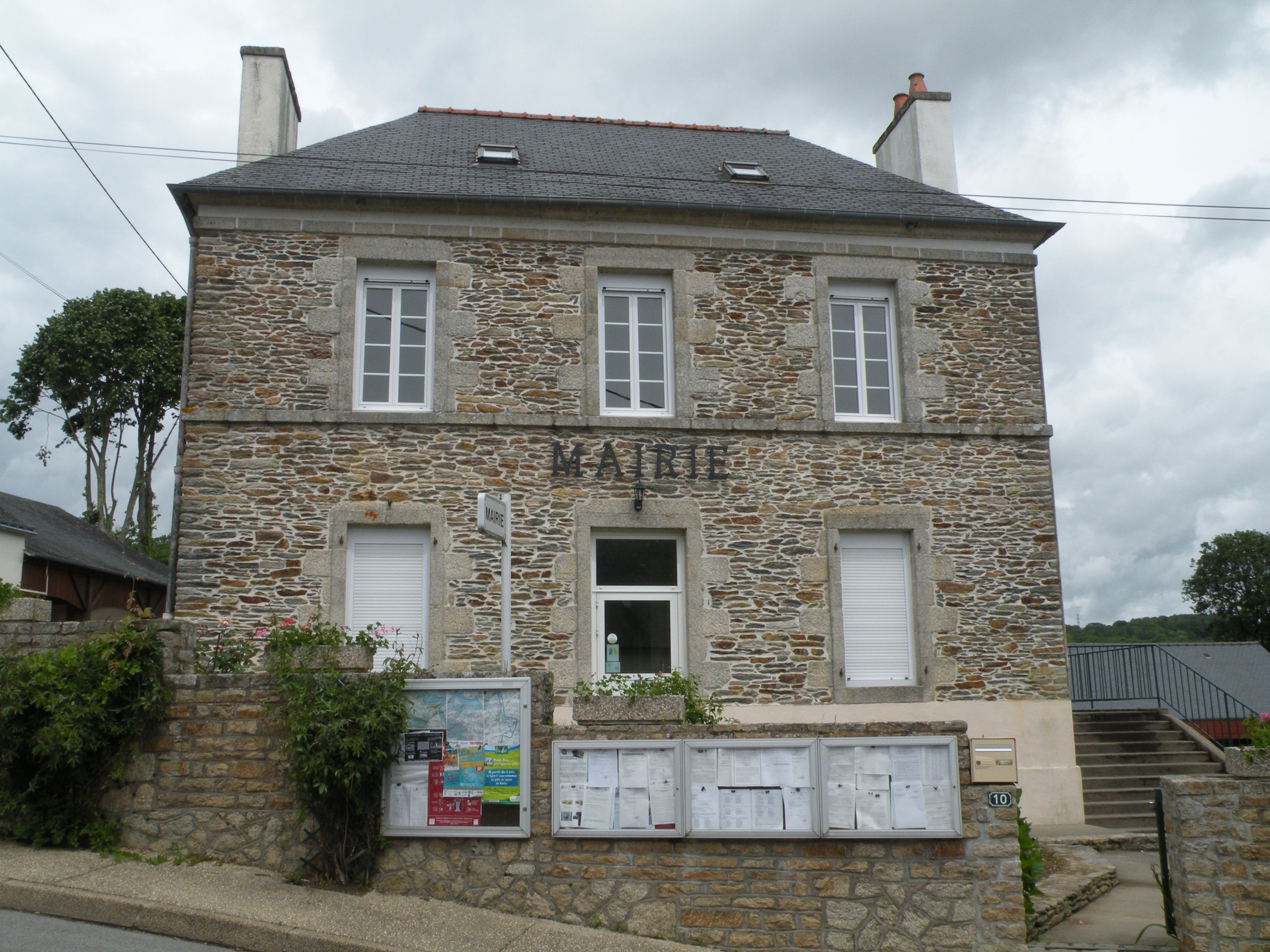
La mairie de Saint-Aignan.

| Période                                  | Période         | Identité                | Étiquette | Qualité                                                              |
| ---------------------------------------- | --------------- | ----------------------- | --------- | -------------------------------------------------------------------- |
| 1800                                     | 1813            | Augustin Baudic         |           | Laboureur.                                                           |
| 1813                                     | 1827            | Olivier Le Forestier    |           | Cultivateur.                                                         |
| 1827                                     | 1831            | Jacques Videlo          |           | Cultivateur.                                                         |
| 1831                                     | 1849            | Mathurin Videlo         |           | Cultivateur.                                                         |
| 1849                                     | 1862            | Mathurin Plénel         |           | Cultivateur.                                                         |
| 1862                                     | 1874            | Mathurin Robic          |           | Laboureur.                                                           |
| 1874                                     | 1883            | Joachim Allano          |           | Cultivateur.                                                         |
| 1883                                     | 1889            | Joseph Baudic           |           | Cultivateur. Petit-fils d'Augustin Baudic, maire entre 1800 et 1813. |
| 1889                                     | 1890            | Pierre Plénel           |           | Laboureur. Fils de Mathurin Plénel, maire entre 1849 et 1862.        |
| 1890                                     | 1900            | Joseph-François Le Bris |           | Cultivateur.                                                         |
| 1900                                     | 1904            | Joachim Mathurin Allano |           | Laboureur. Fils de Joachim Allano, maire entre 1874 et 1883.         |
| 1er mai 1904                             | 1947            | Paul Lotz               |           | Agriculteur. Député du Morbihan (1932-1936)                          |
|                                          |                 |                         |           |                                                                      |
| avant 1988                               | 1989            | Joseph Launay           | PS        |                                                                      |
| mars 1989                                | 14 octobre 2011 | René Anès               | DVG       | Vice-président de Pontivy communauté                                 |
| 24 novembre 2011                         | 25 mai 2020     | Stéphane Le Coz         | DVG       | Informaticien                                                        |
| 25 mai 2020                              | 7 février 2022  | Gilles Cadoret          |           |                                                                      |
| 2 juin 2022                              | En cours        | Éric Le Denmat          |           |                                                                      |
| Les données manquantes sont à compléter. |                 |                         |           |                                                                      |

## Population et société

### Évolution démographique
L'évolution du nombre d'habitants est connue à travers les recensements de la population effectués dans la commune depuis 1793. Pour les communes de moins de 10 000 habitants, une enquête de recensement portant sur toute la population est réalisée tous les cinq ans, les populations de référence des années intermédiaires étant quant à elles estimées par interpolation ou extrapolation. Pour la commune, le premier recensement exhaustif entrant dans le cadre du nouveau dispositif a été réalisé en 2004.

En 2022, la commune comptait 632 habitants, en évolution de +6,94 % par rapport à 2016 (Morbihan : +3,82 %, France hors Mayotte : +2,11 %).
| 1793  | 1800  | 1806  | 1821  | 1831  | 1836  | 1841  | 1846  | 1851  |
| ----- | ----- | ----- | ----- | ----- | ----- | ----- | ----- | ----- |
| 1 297 | 1 735 | 1 232 | 1 101 | 1 209 | 1 307 | 1 200 | 1 306 | 1 288 |

| 1856  | 1861  | 1866  | 1872  | 1876  | 1881  | 1886  | 1891  | 1896  |
| ----- | ----- | ----- | ----- | ----- | ----- | ----- | ----- | ----- |
| 1 226 | 1 190 | 1 201 | 1 180 | 1 224 | 1 230 | 1 240 | 1 299 | 1 345 |

| 1901  | 1906  | 1911  | 1921  | 1926  | 1931  | 1936  | 1946  | 1954  |
| ----- | ----- | ----- | ----- | ----- | ----- | ----- | ----- | ----- |
| 1 464 | 1 489 | 1 538 | 1 280 | 1 397 | 1 262 | 1 205 | 1 224 | 1 051 |

| 1962 | 1968 | 1975 | 1982 | 1990 | 1999 | 2004 | 2006 | 2009 |
| ---- | ---- | ---- | ---- | ---- | ---- | ---- | ---- | ---- |
| 924  | 772  | 706  | 651  | 612  | 629  | 670  | 680  | 660  |

| 2014 | 2019 | 2022 | - | - | - | - | - | - |
| ---- | ---- | ---- | - | - | - | - | - | - |
| 595  | 631  | 632  | - | - | - | - | - | - |

## Économie

### Revenus de la population et fiscalité
En 2009, le revenu fiscal médian par ménage était de 15 010 €.
En 2008, la commune de Saint-Aignan comptait 371 emplois dont 240 emplois salariés. Le nombre de demandeurs d’emploi (catégories ABC) au 31 décembre 2011 était de 31.

### Entreprises et commerces
L’économie de la commune est essentiellement tournée vers le tourisme. On trouve de nombreux gites ainsi que deux restaurants et une épicerie.

## Lieux et monuments
La commune compte trois monuments historiques :

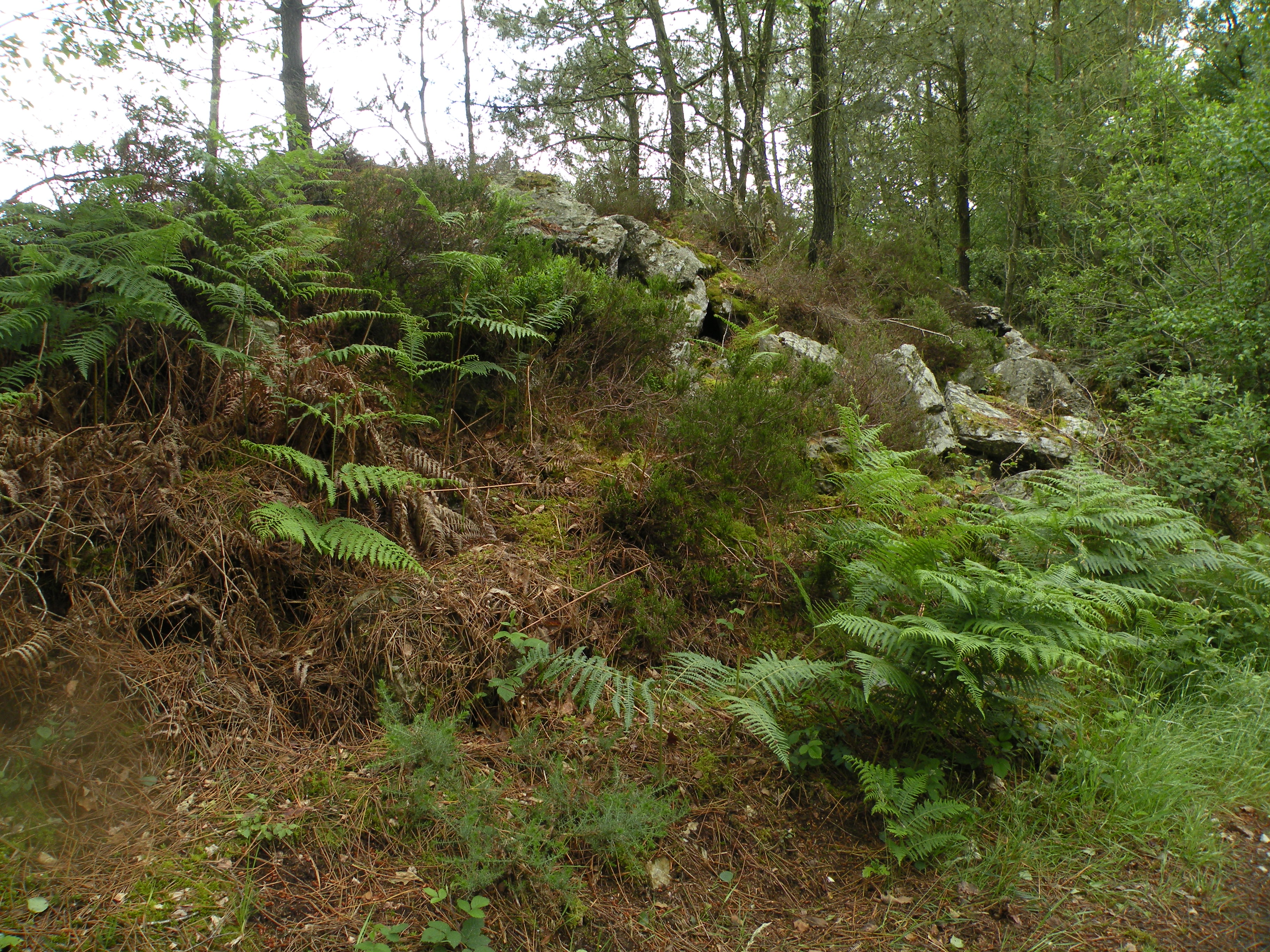
Reste du camp de Castel-Finans.

- le camp protohistorique du Castel-Finans, classé en 1971[48] situé sur un éperon barré au-dessus du Blavet et dont il ne reste que des traces ; selon la légende, dont la véracité est douteuse, Conomor (dénommé ici Finans), époux de sainte Triphine, y aurait vécu[49].

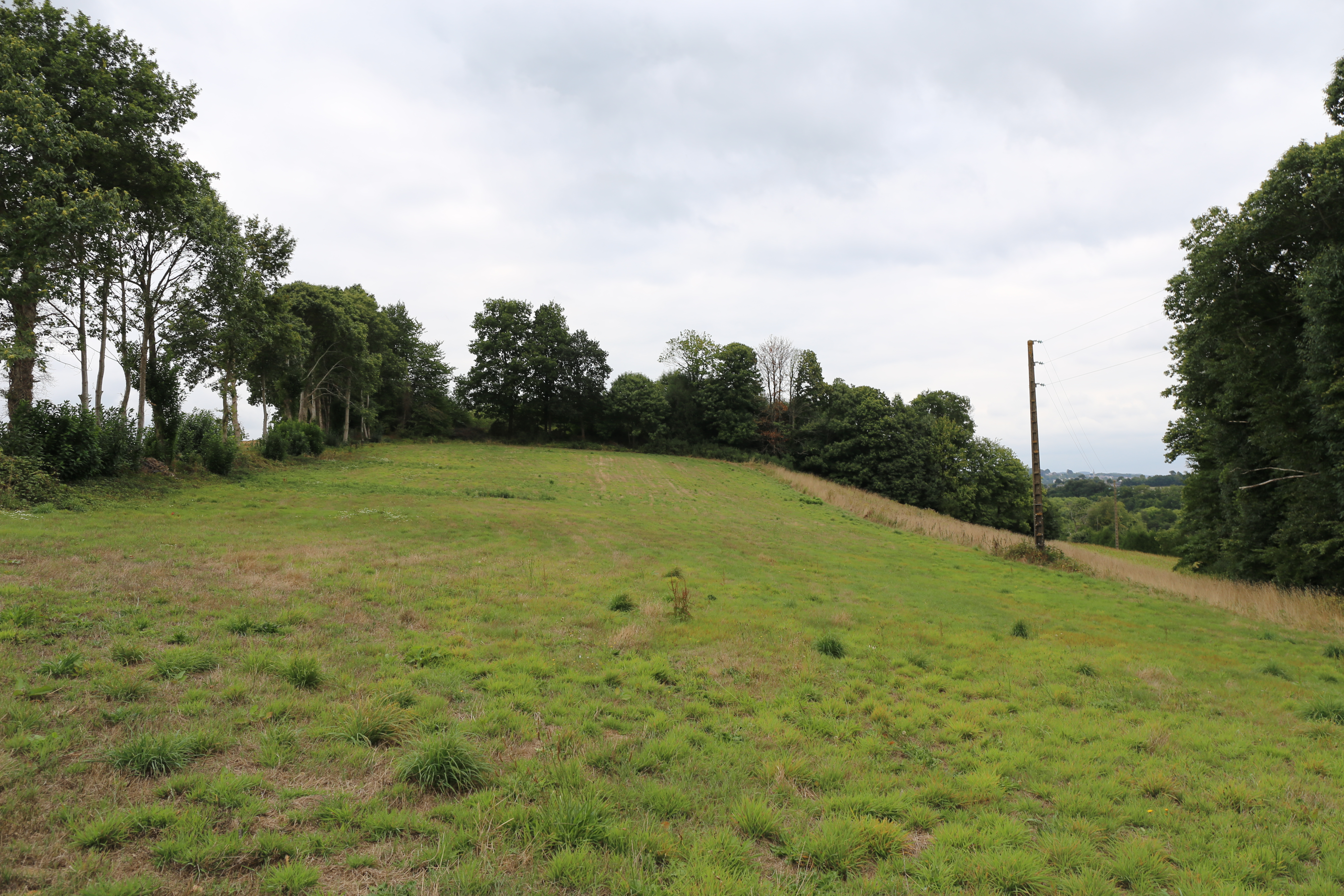
Le site archéologique du Corboulo.

- le site archéologique du Corboulo, dit Motten-Morvan, inscrit en 1995[50]. L’ensemble médiéval fortifié qui occupe un éperon dominant la vallée du Blavet est constitué d’une motte féodale de 130 mètres de circonférence à sa base et d’une basse-cour en fer à cheval délimitée par une levée de terre précédée d’un fossé sec. La motte tronconique de 5 mètres de haut est protégée par un fossé à l’est et à l’ouest. Des fouilles au début du XXe siècle ont mis au jour les fondations d’un donjon sur la plateforme sommitale[51]. Selon la tradition, évoquée par Louis Rosenzweig, le lieu aurait été habité par des Templiers[52], mais cela est douteux car, selon Joseph-Marie Le Mené, les restes de fortifications sont antérieures à leur époque[49].
- la ferme du Corboulo, inscrite en 1987[53].

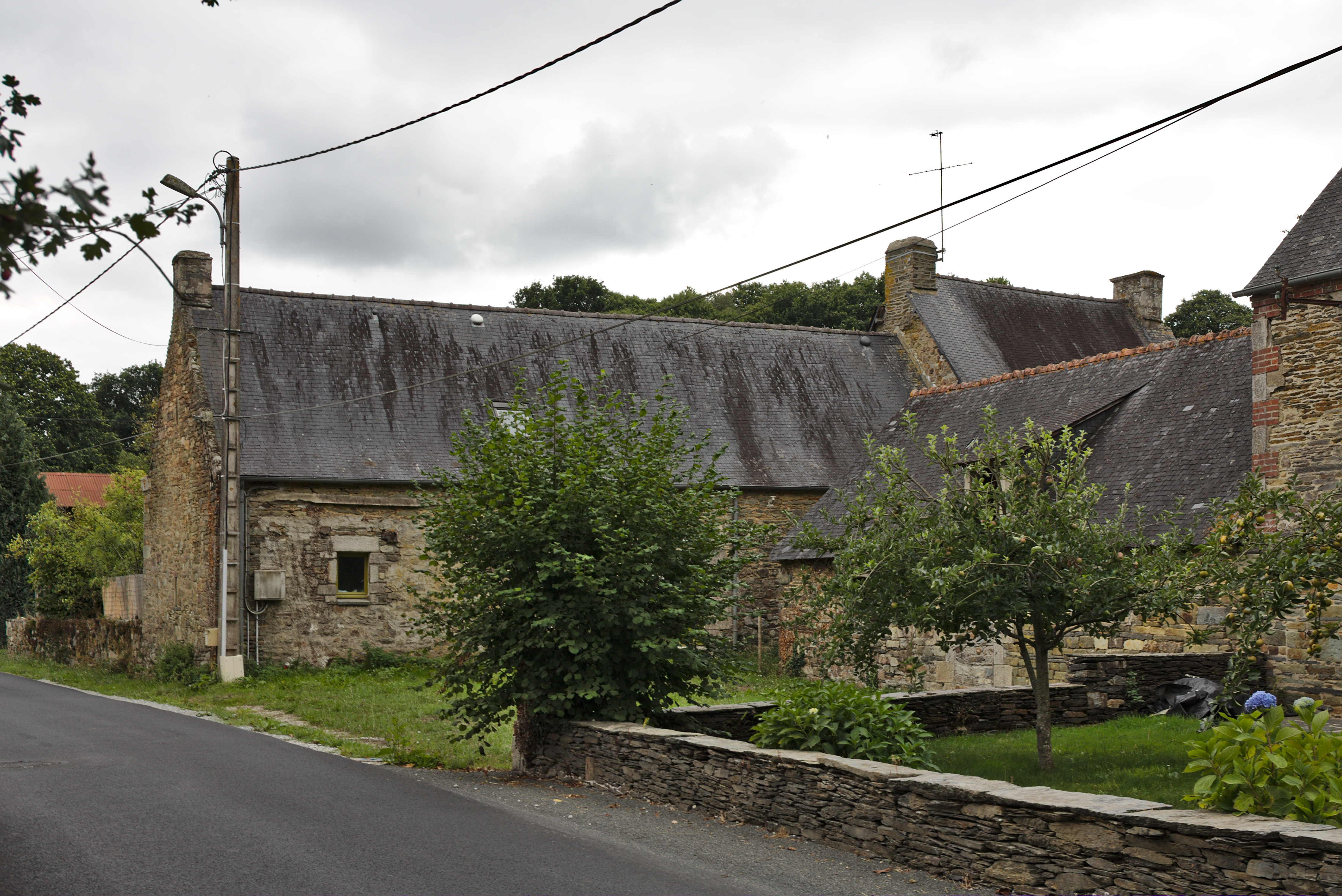
La ferme du Corboulo.
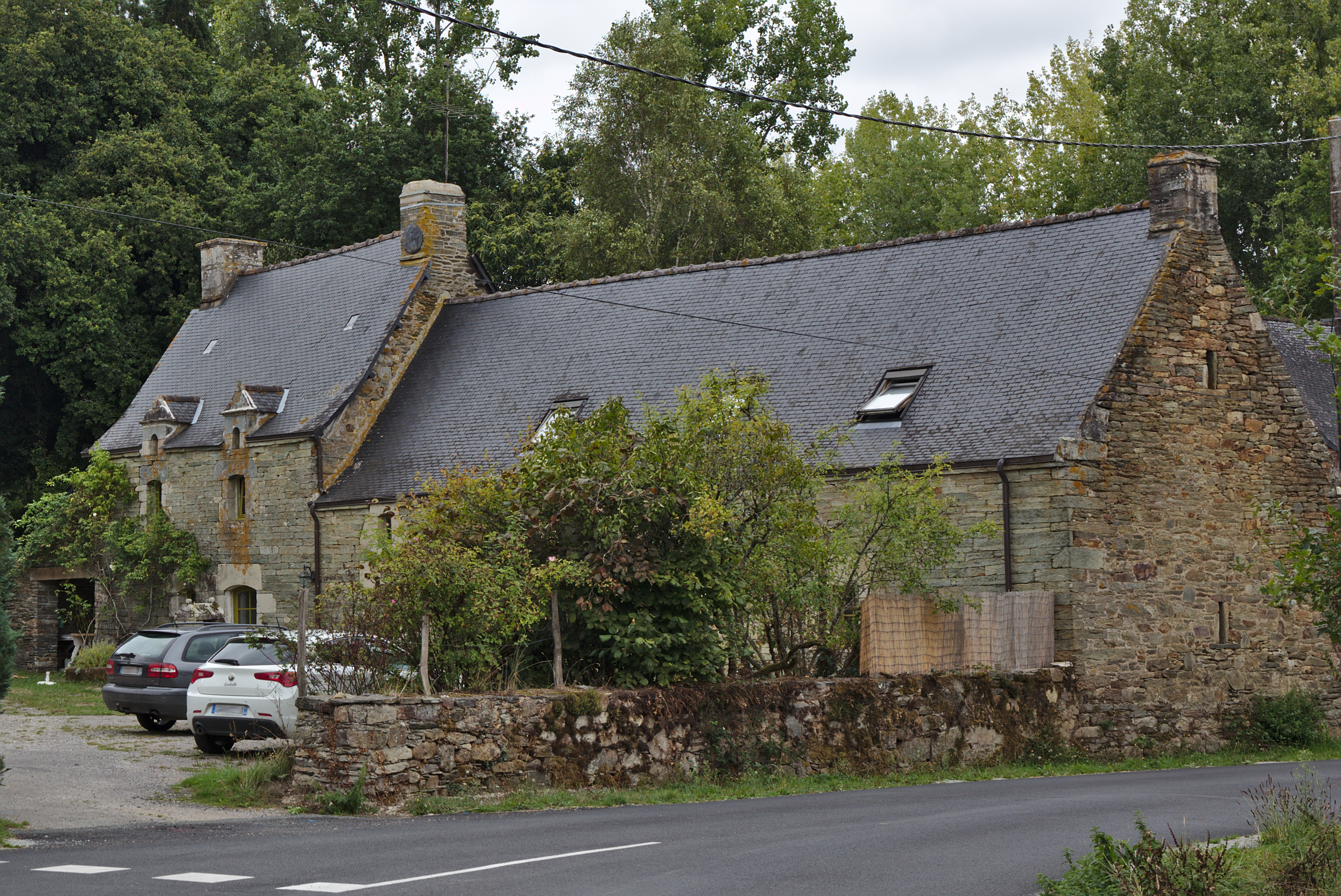
La ferme du Corboulo.

### Édifices religieux
- l'église Saint-Aignan, sous l'invocation de saint Aignan, remonte au XVe siècle[54] ; elle contient quatre objets classés monuments historiques (une Vierge de Pitié[55], un Arbre de Jessé[56],[57], et deux retables[58],[59]), dont celui de la Trinité[60]. L'église a été restaurée en 1894.

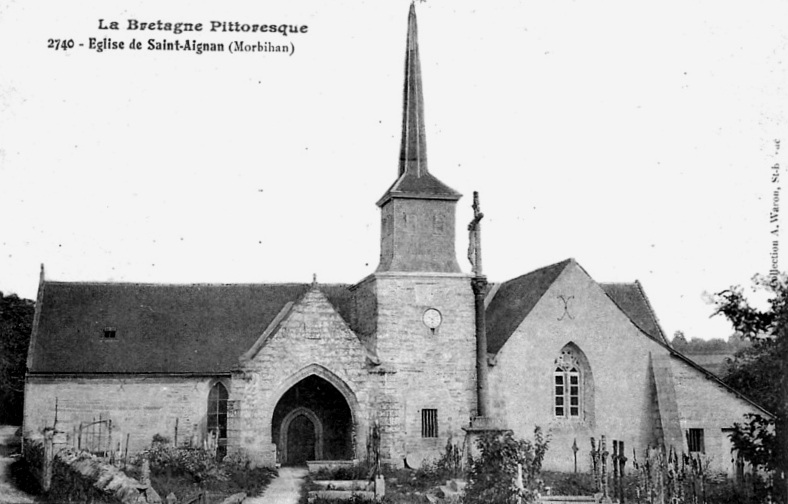
L'église paroissiale de Saint-Aignan vers 1930 (carte postale).
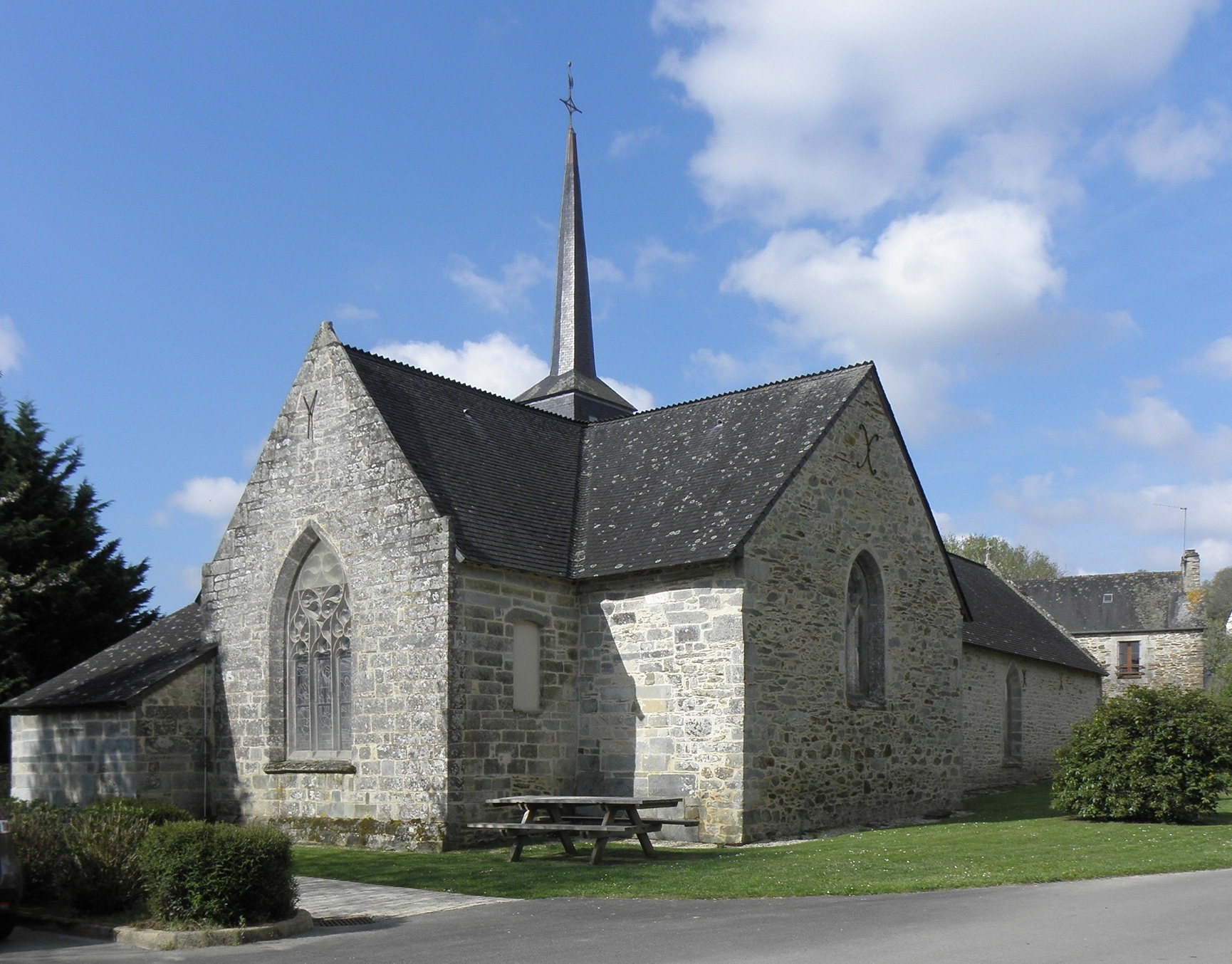
Église Saint-Aignan : chevet et flanc nord.
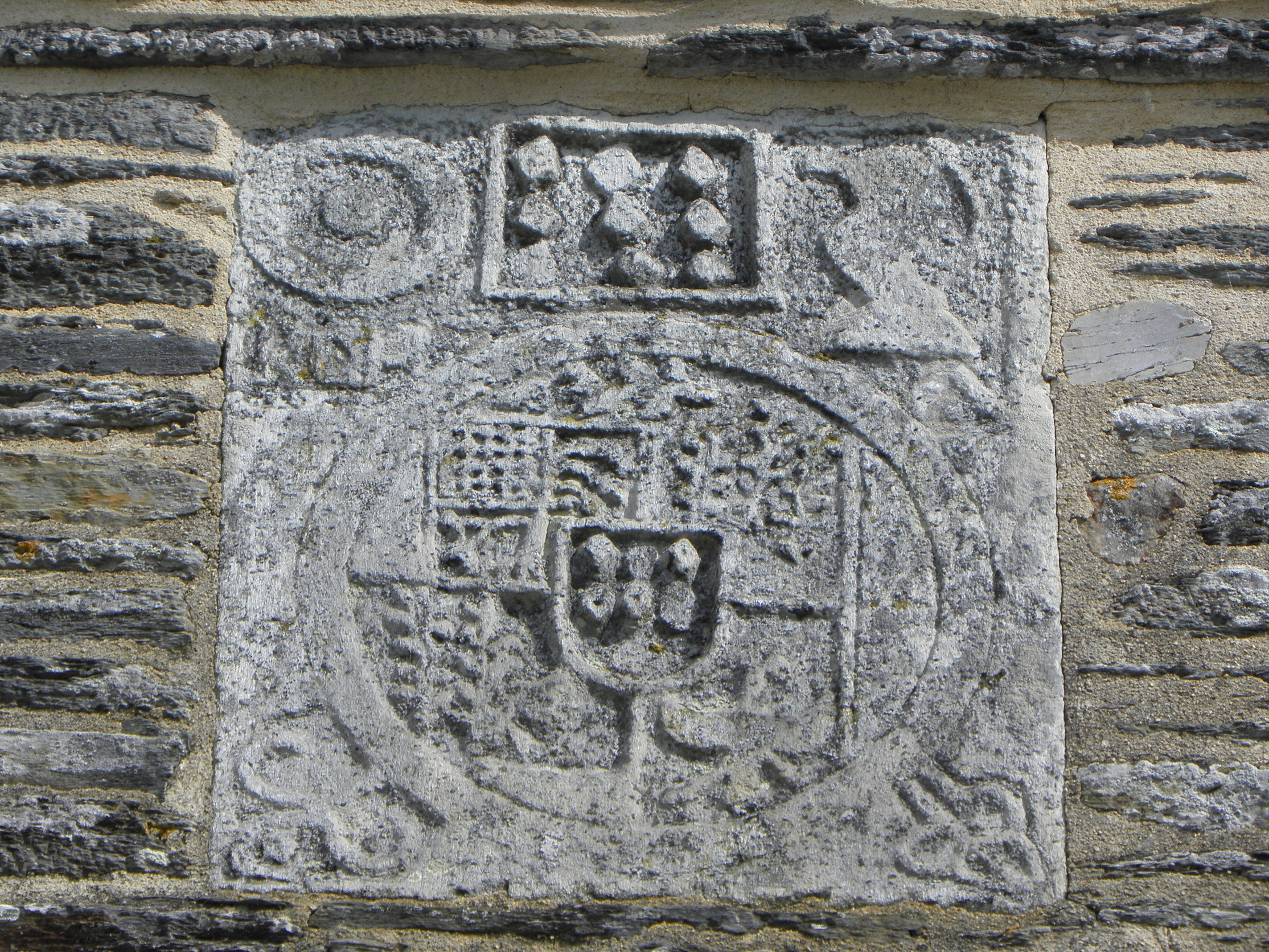
Armes timbrant le pignon méridional du porche Sud.
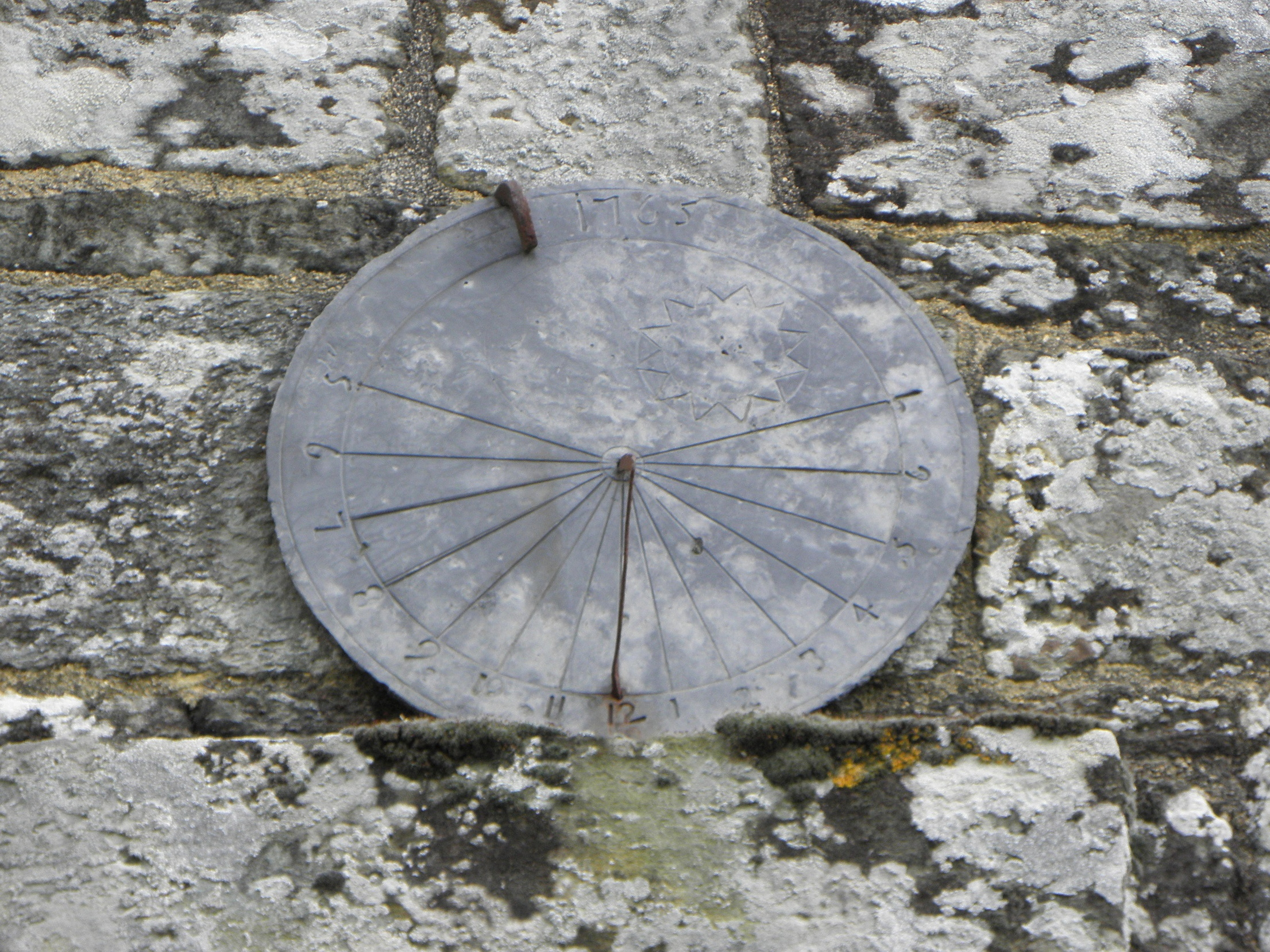
Cadran solaire.

Église paroissiale Saint-Aignan : l'Arbre de Jessé
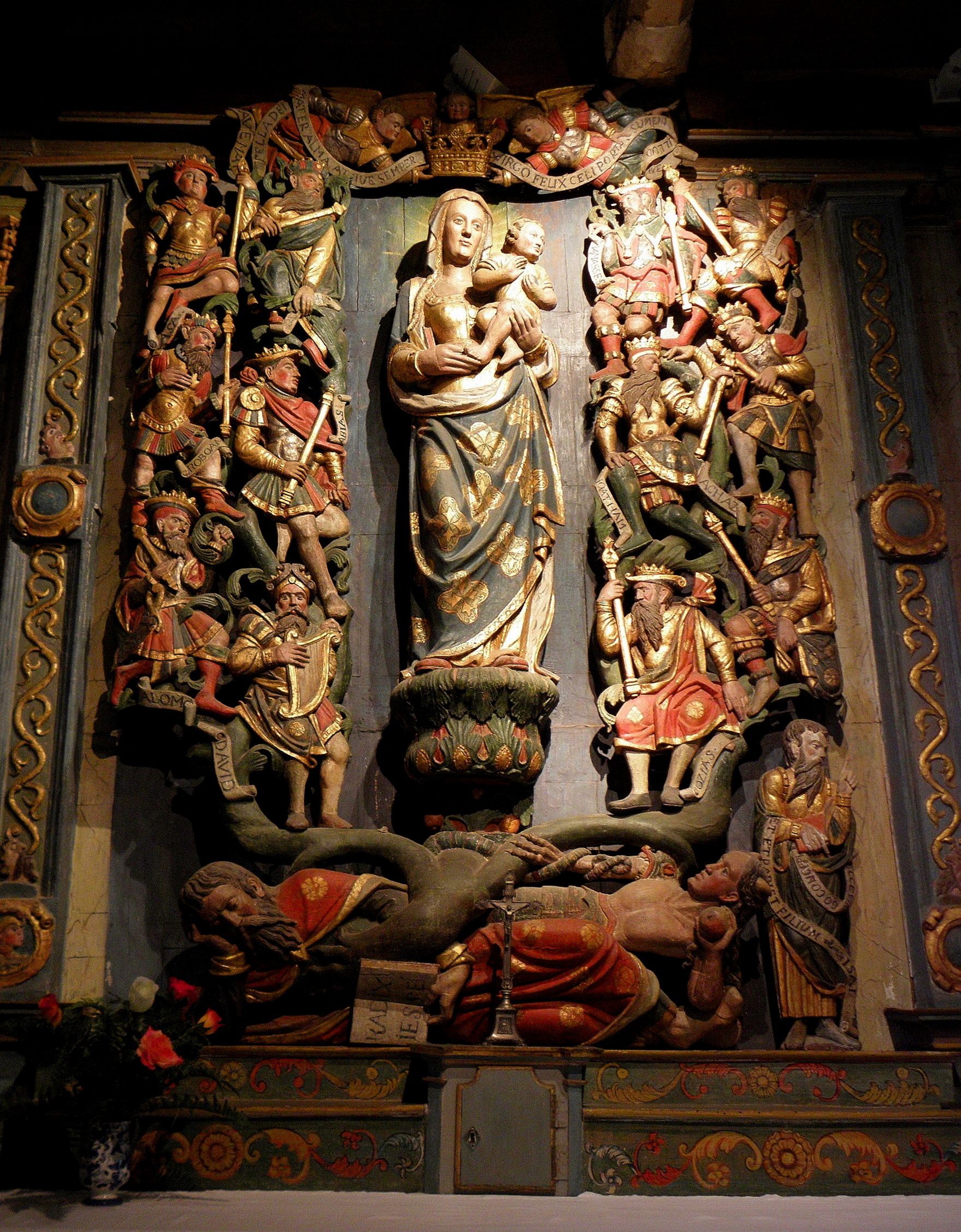
Vue d'ensemble.
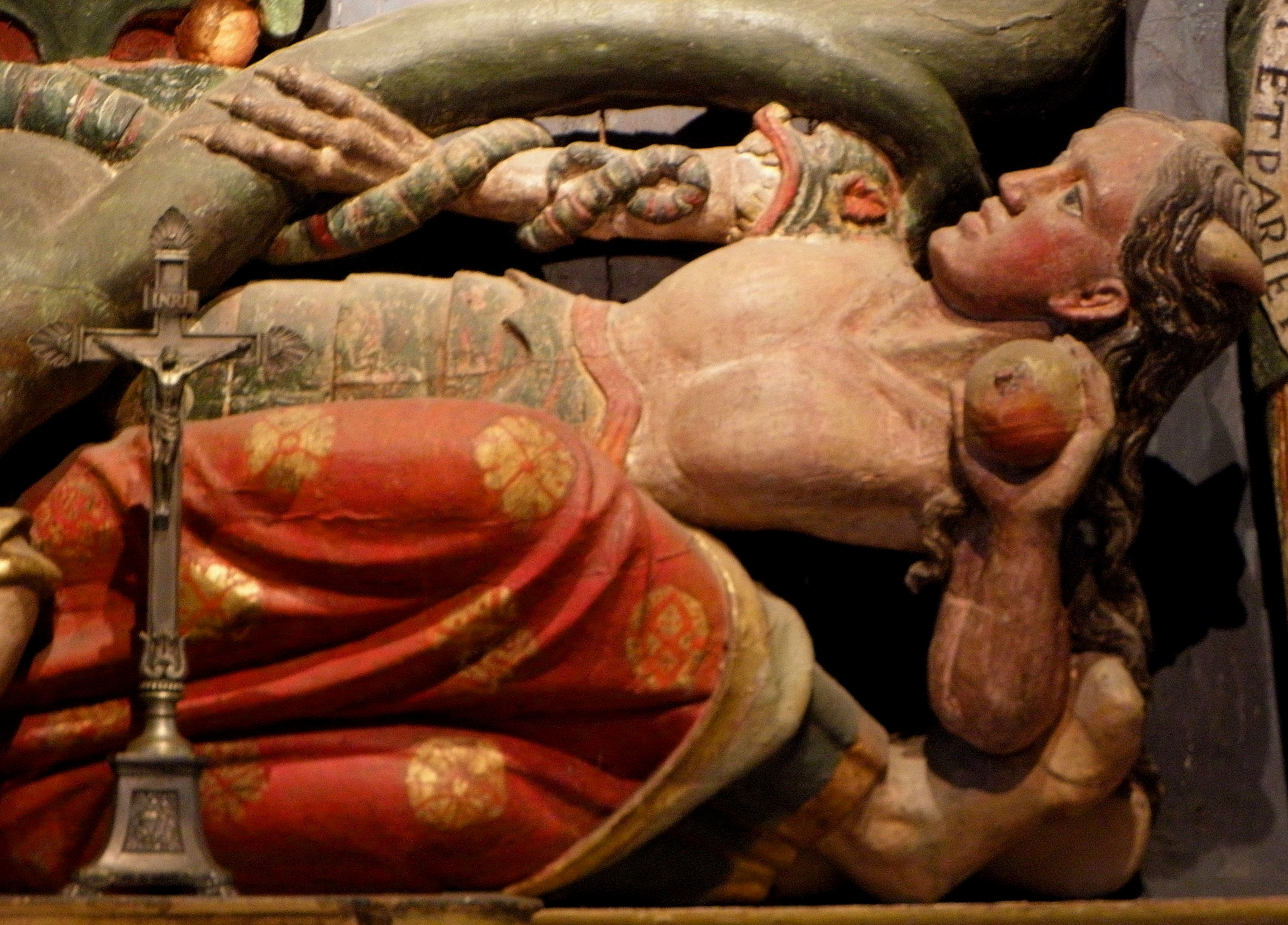
Vue partielle (Ève).
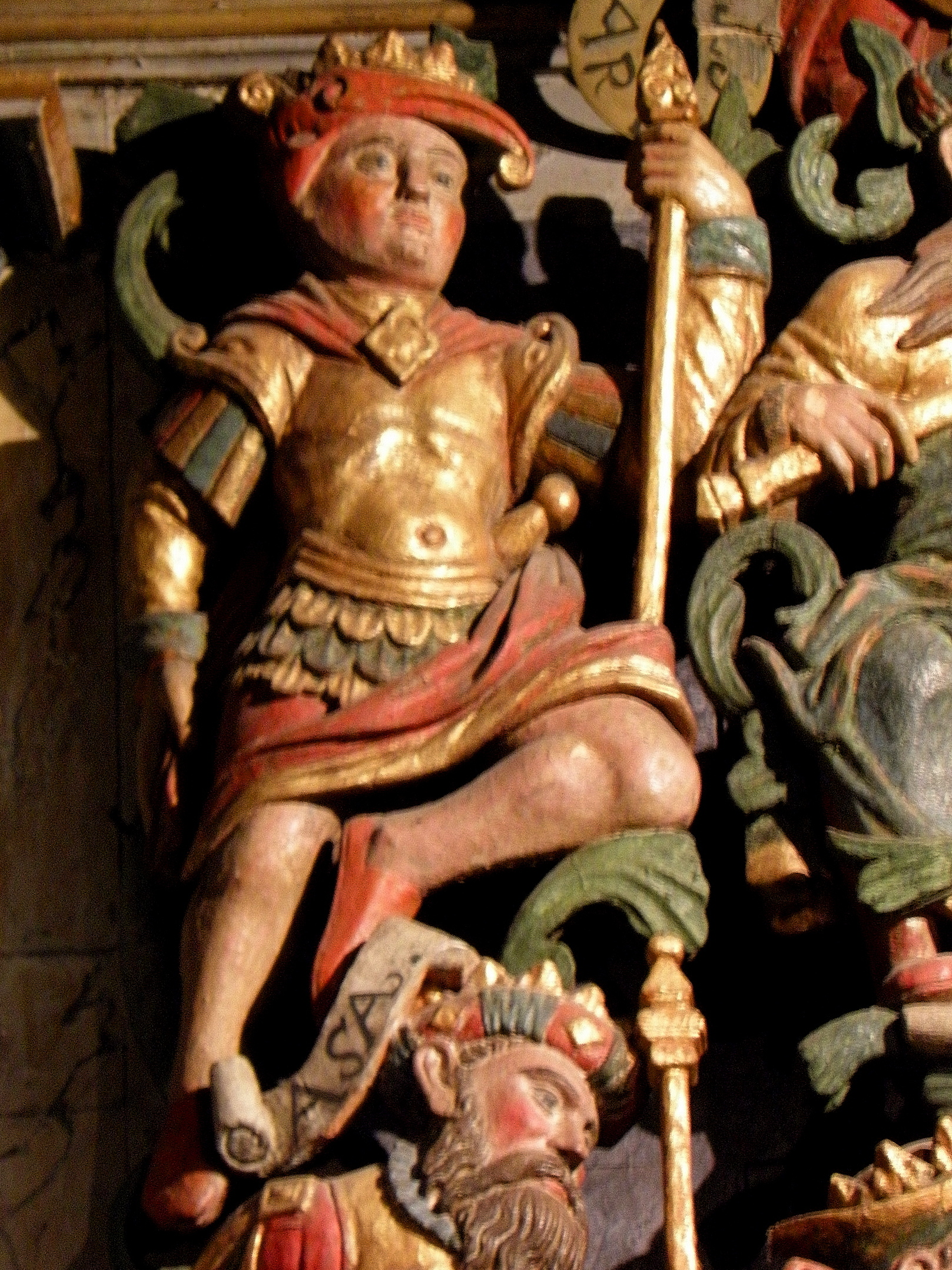
Vue partielle (Asa).

- des chapelles :
  - la chapelle Saint-Marc de 1689 dans la forêt de Quénécan[61] ;
  - la chapelle Saint Ignace du XVIIe siècle[62] et son mobilier (autel, retable, et trois statues[63]) ;
  - la chapelle Sainte-Tréphine construite en 1897 sur le site du camp de Castel-Finans[64].

Chapelle Sainte-Tréphine
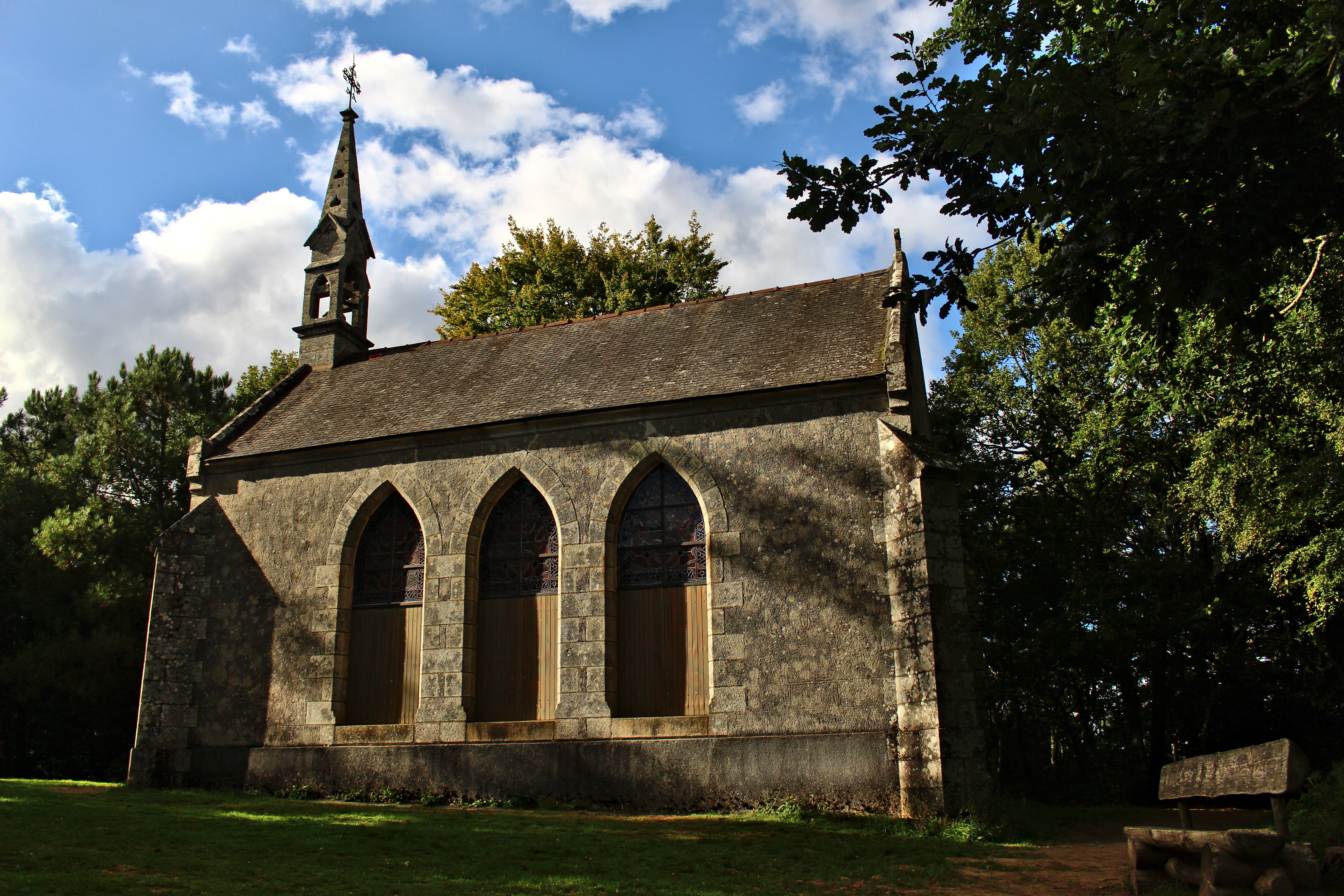
Chapelle Sainte-Tréphine : vue estérieure d'ensemble.
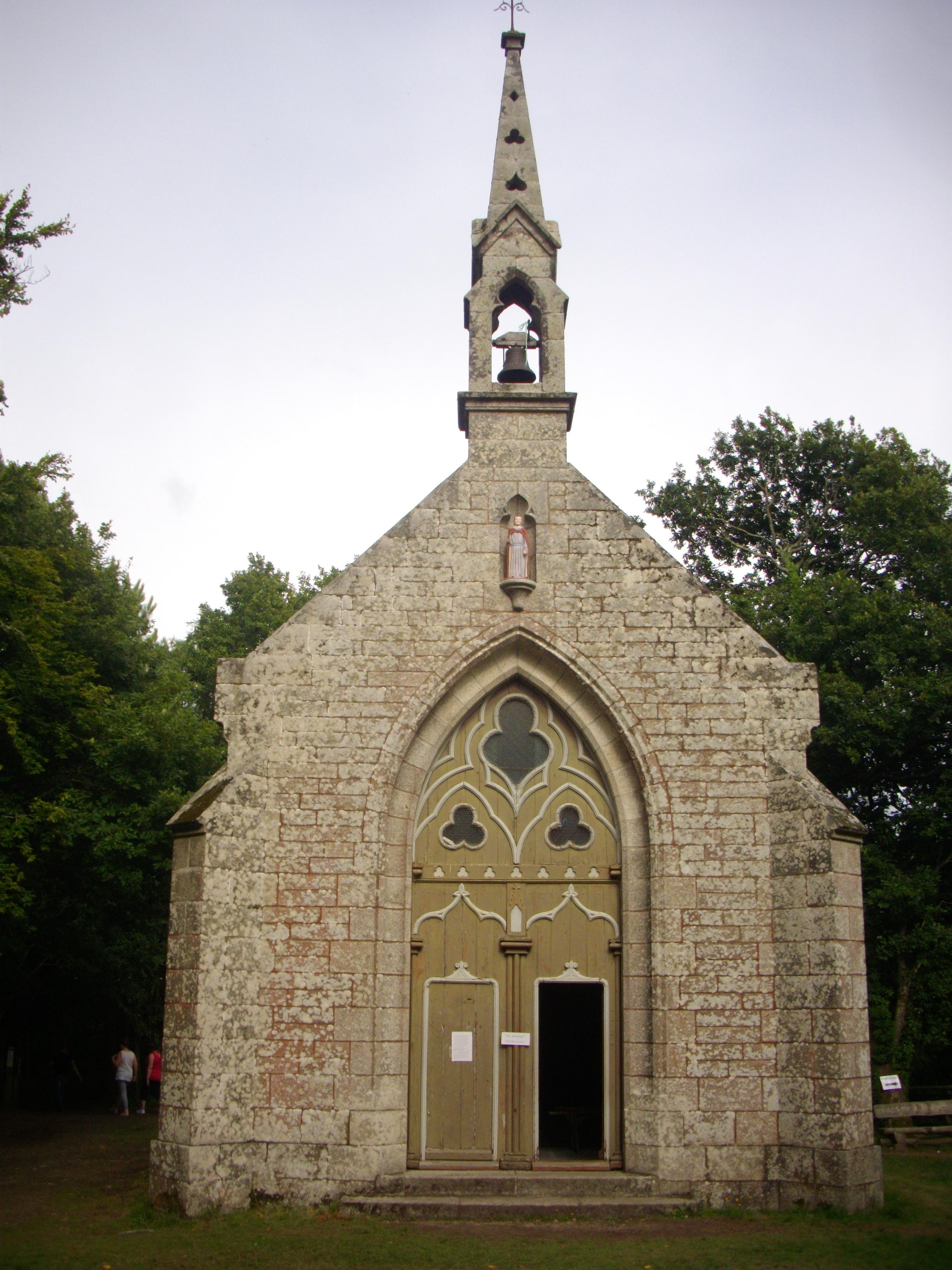
La façade.
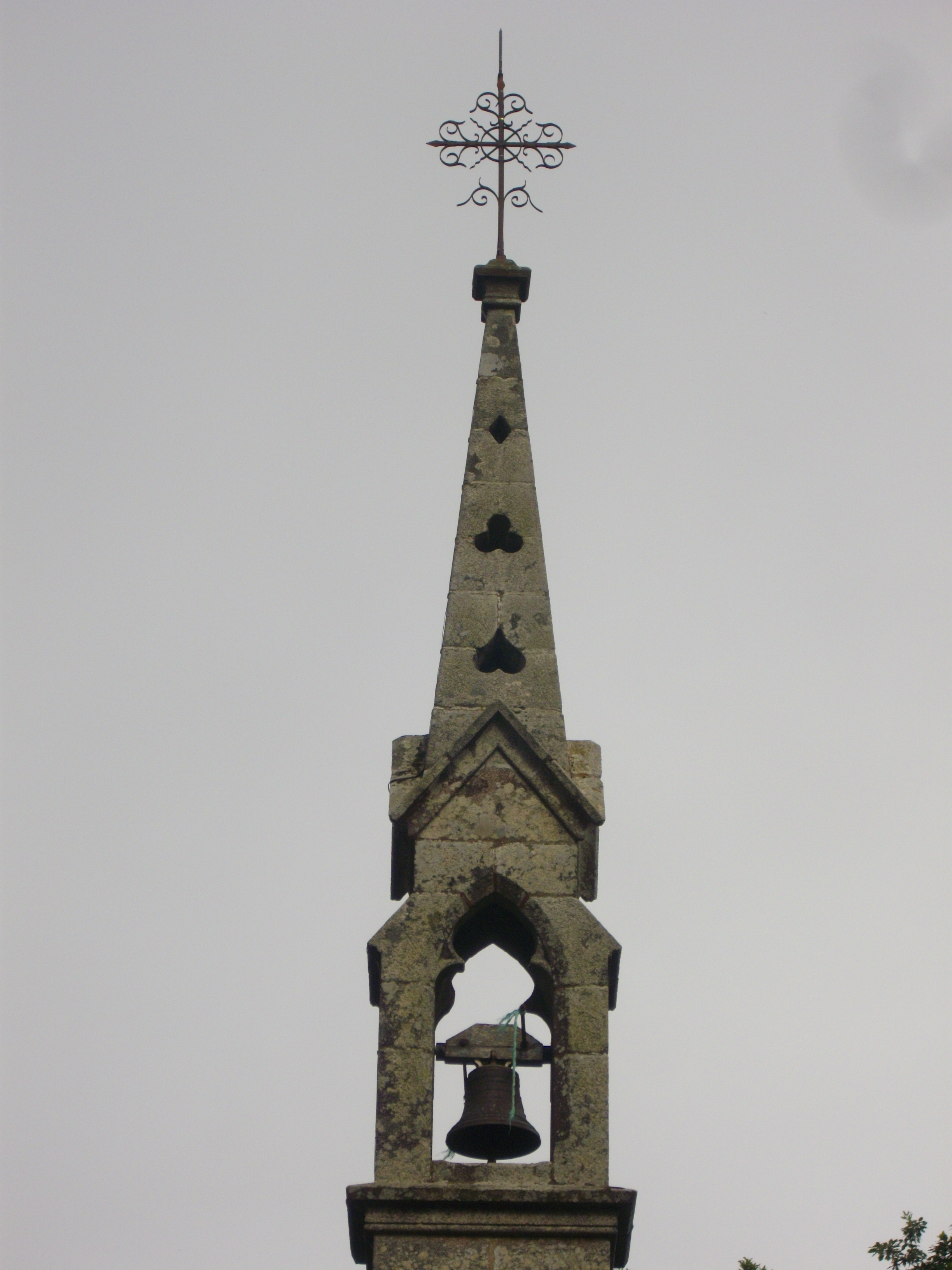
Le clocher.
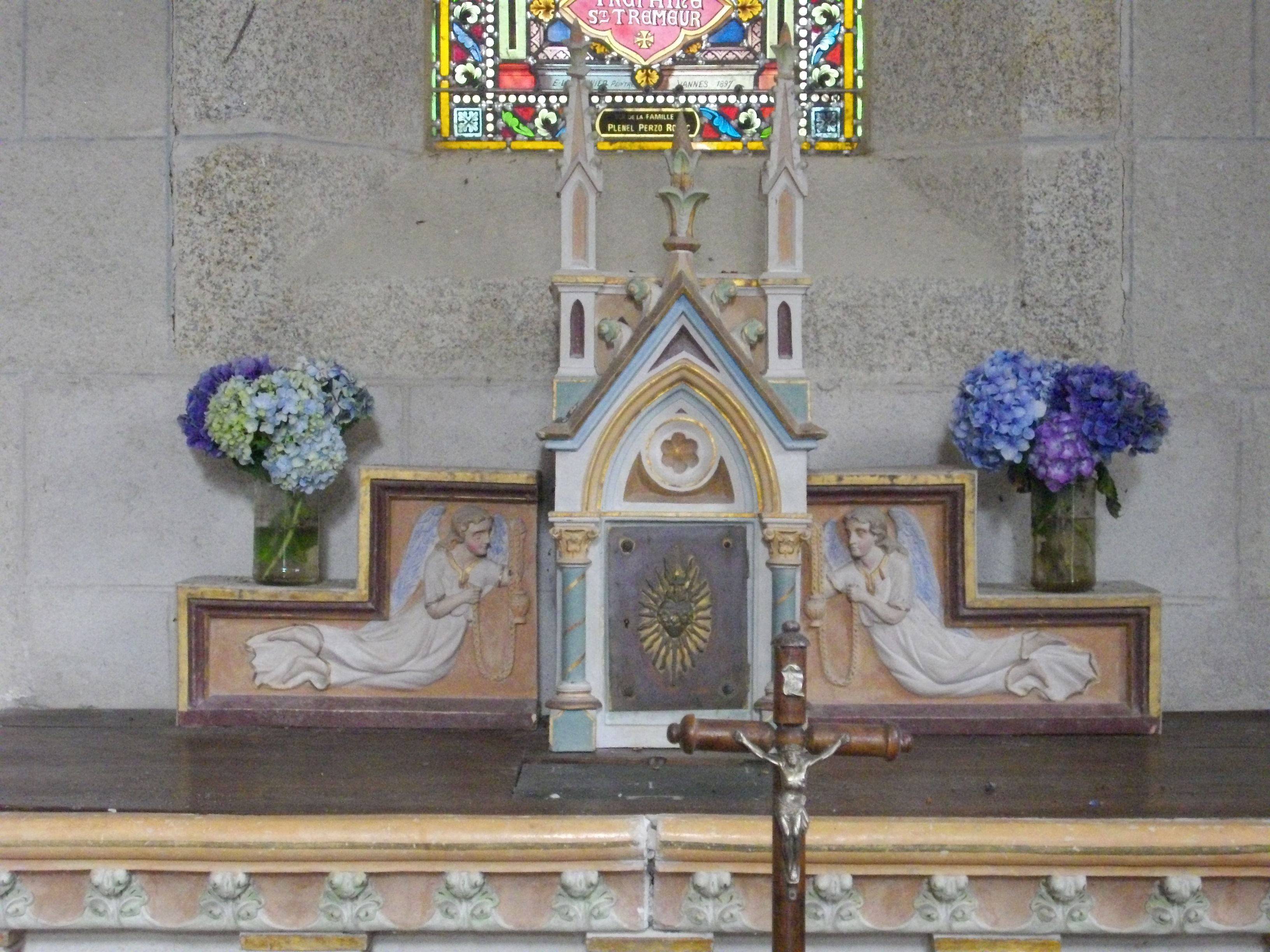
Le tabernacle.
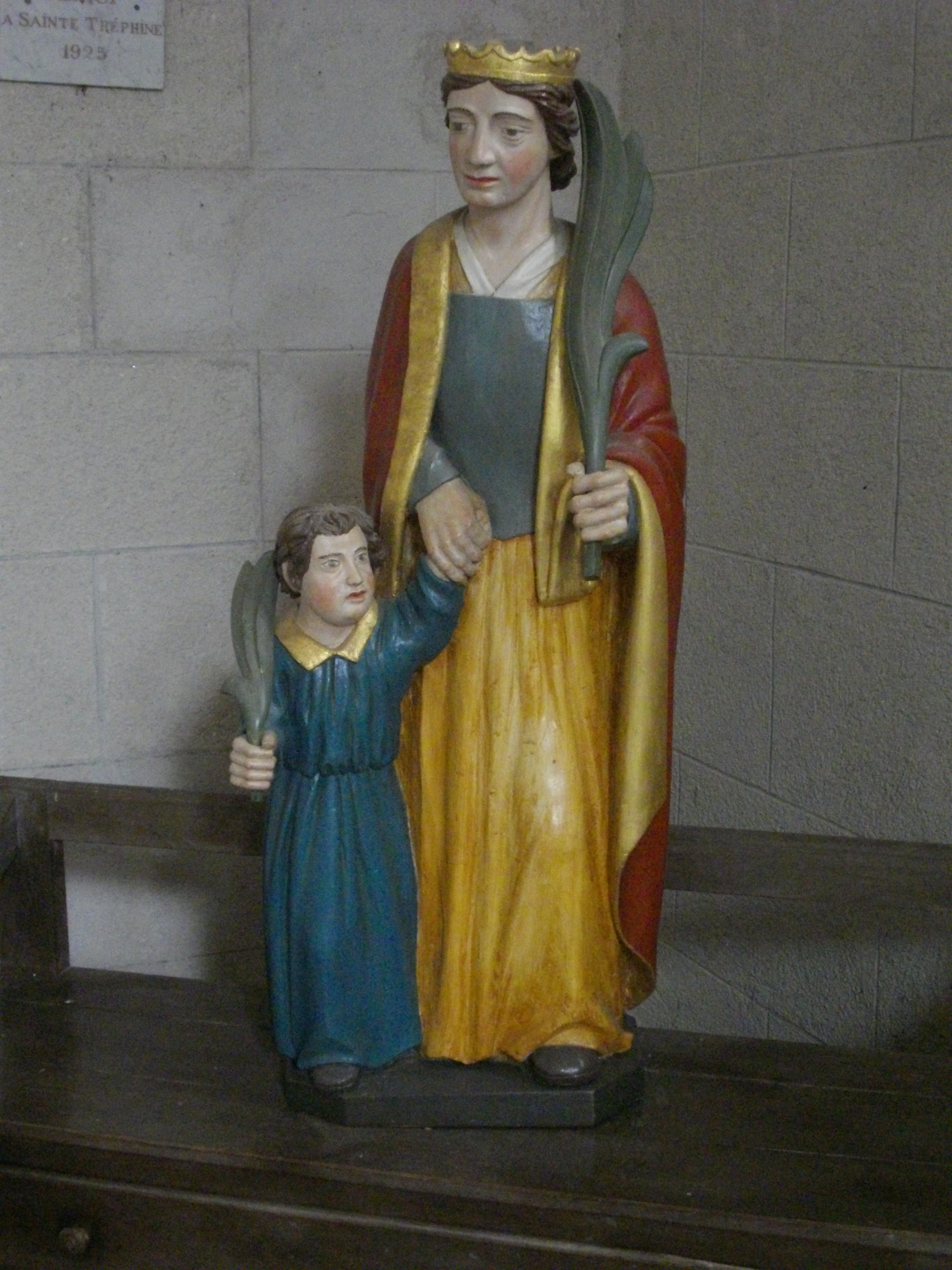
Statues de sainte Tréphine et saint Trémeur.
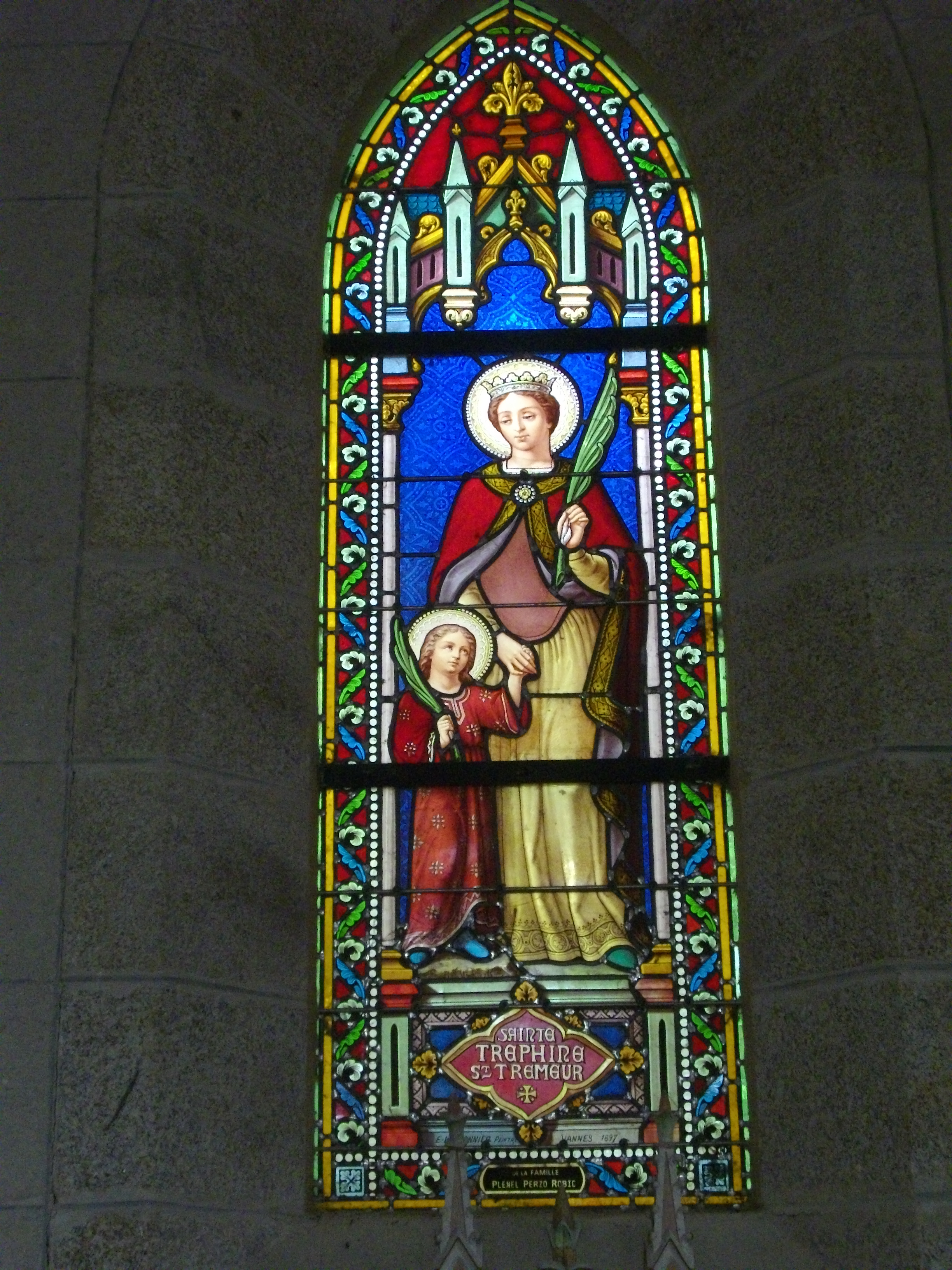
Vitrail de sainte Tréphine et saint Trémeur.

### Châteaux et manoirs
- le manoir de Bot Pléven date du XVe siècle, inscrit à l'inventaire général du patrimoine culturel[65],[66].
- le manoir de Suilherf date du XVIe siècle, inscrit à l'inventaire général du patrimoine culturel[67].

### Divers
- des fermes, des maisons du XVIe au XIXe siècle[68], etc.

### Croix
On y trouve sept croix :
- une croix de cimetière de 1718[70] ;
- une croix de chemin de 1749 au Bot Nohen[71] ;
- une croix de chemin de 1753 au Botcol[72] ;
- une croix de chemin de 1760 au Pléguélen[73] ;
- une croix de chemin du XVIIIe siècle au Goasnejon[74] ;
- une croix de chemin de 1826 au Touldren[75] ;
- une croix de chemin de 1826 au Corboulo[76].

### Patrimoine naturel
La commune se trouve le long du lac artificiel de Guerlédan et son barrage. Située le long du GR341, l’anse de Sordan est le point d’accès le plus facile de la rive sud du lac.
Au niveau des zones protégées, on trouve deux zones naturelles d’intérêt écologique, faunistique et floristique (ZNIEFF) sur le territoire de la commune :
- la forêt de Quénécan (4 692 ha, no 530005961[77])
- le Blavet aval de Guerlédan (156 ha, no 530015507[78])

On trouve aussi le bois du Pouldu le long du lac et ceux de Toul er Roc’h et de Brons de part et d’autre du ruisseau du Corboulo (affluent du Blavet).
Saint-Aignan est une station verte.

### Légende
- La légende de sainte Tréphine :

« À l'angle que fait le Blavet, en passant de la direction ouest-est pour prendre celle du nord-sud, est un mamelon couronné de quelques grandes pierres brutes et d'une teinte grisâtre. Les paysans bretons le nomment Castel-Finans. Là demeurait, dit la légende, un seigneur qui, par l'intermédiaire de saint Gildas, obtint la main de Tréphine. Peu après son mariage, Finans conçu le projet de se défaire de cette princesse ; et celle-ci s'enfuit sur un cheval qu'elle avait fait ferrer à rebours. Cependant Finans l'atteignit et la tua. Ayant appris ce meurtre, saint Gildas se rendit sur une montagne située sur l'autre bord du Blavet et, prenant dans une taupinière une poignée de terre, il la jeta sur le château qui, en s'écroulant, ensevelit son maître et tous ceux qui l'habitaient. »

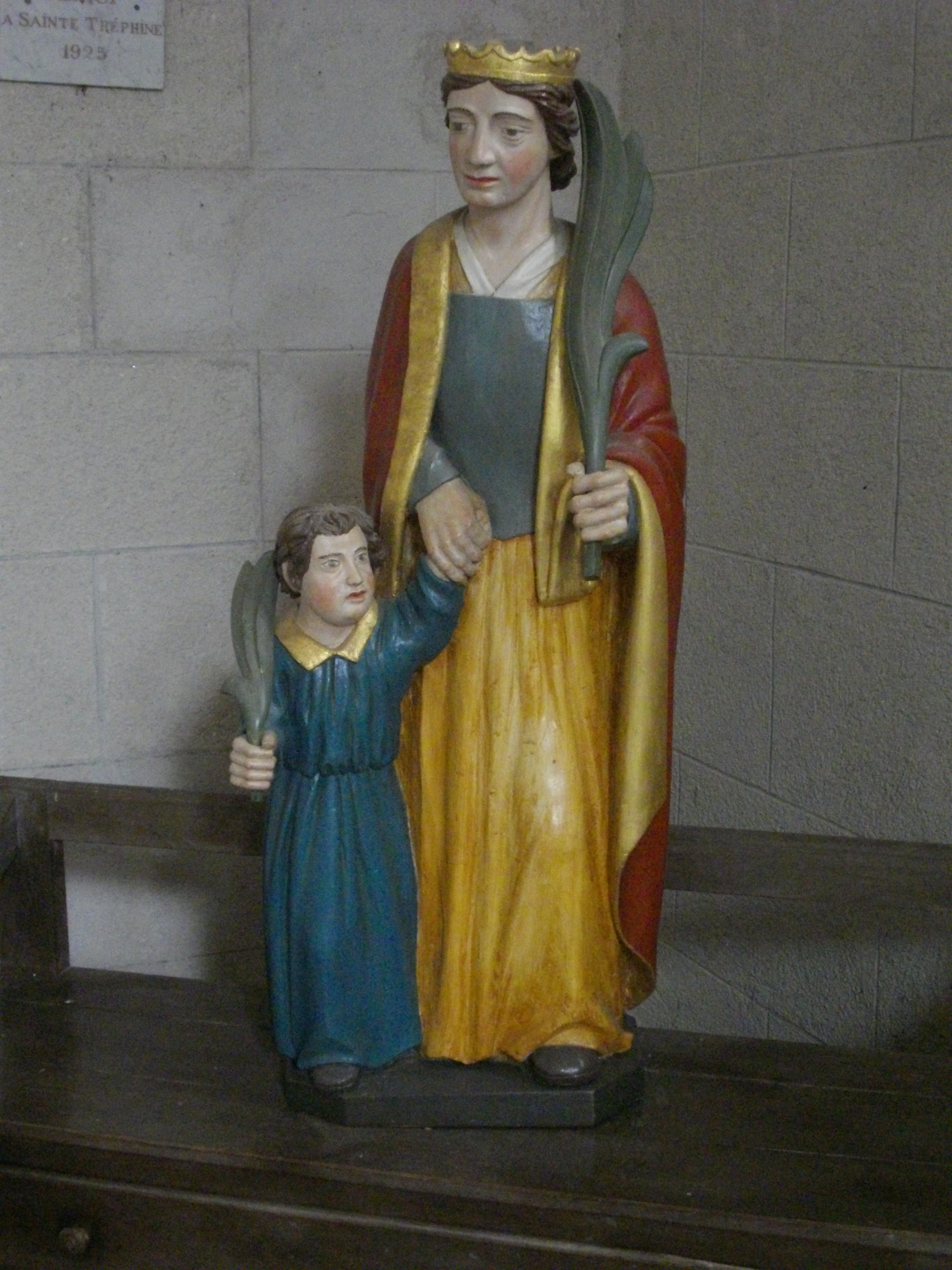
Chapelle Sainte-Tréphine : statue de sainte Tréphine et saint Trémeur.

Castel-Finans ne fut peut-être jamais un château ; tout au plus les quelques pierres qui le surmontent ont-elles servi à former des retranchements (il pourrait s'agir des restes du camp ou château de Conomor, le seigneur concerné par cette légende). Le site a été modifié depuis que ce texte a été écrit par la construction de la chapelle Sainte-Tréphine en 1897.

### Héraldique
|  | Les armoiries de Saint-Aignan se blasonnent ainsi : De gueules à la bande d'argent accompagnée de trois trèfles du même, deux en chef et un en pointe. |

Ce blason est identique à celui de la commune homonyme de Saint-Aignan-Grandlieu en Loire-Atlantique.